# 豊橋駅

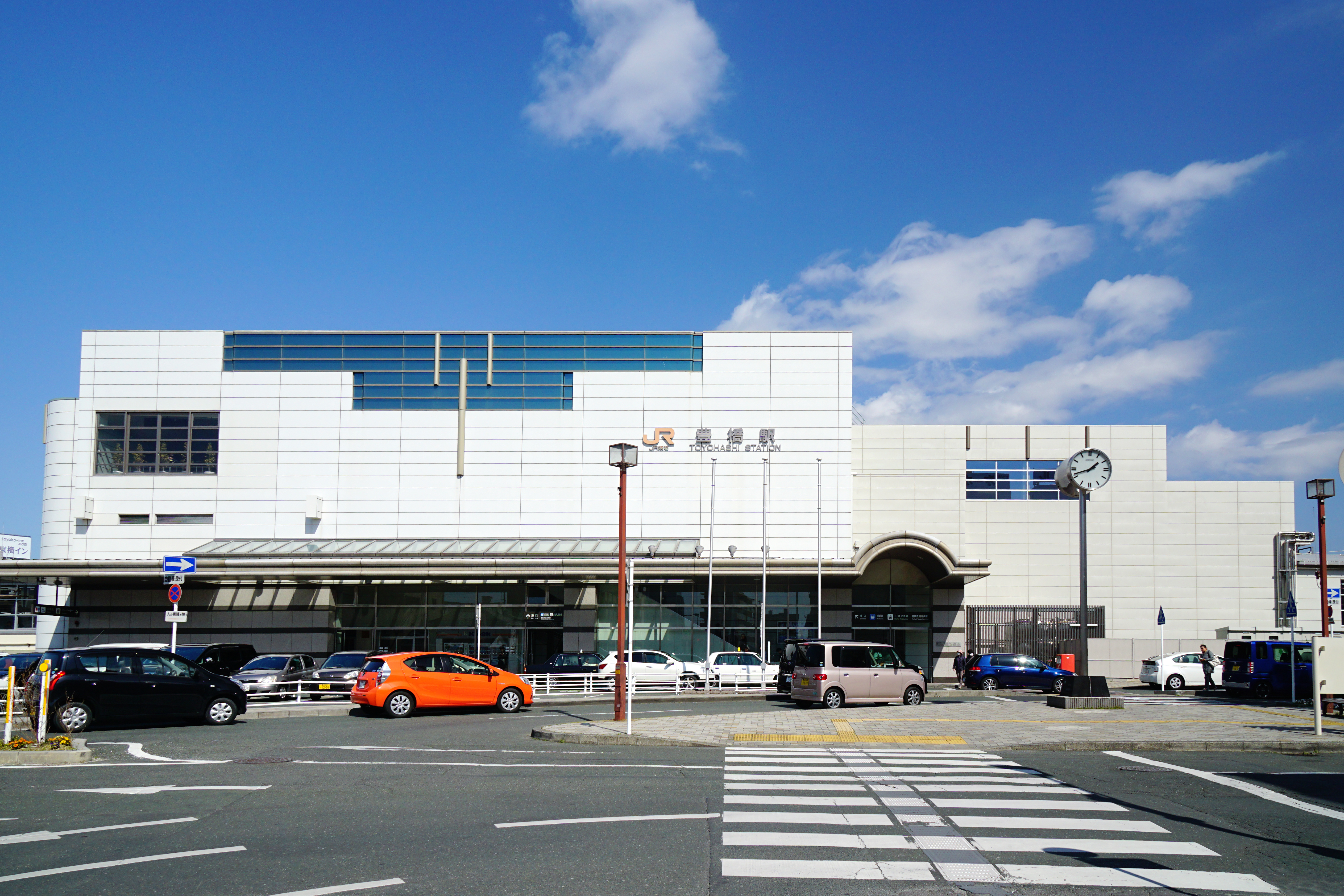
西口（2016年3月）

豊橋駅（とよはしえき）は、愛知県豊橋市花田町字西宿にある、東海旅客鉄道（JR東海）・日本貨物鉄道（JR貨物）・名古屋鉄道（名鉄）の駅である。
本項目では関連の深い、飯田線・名鉄の旧駅「吉田駅」（1899年 - 1943年）についても触れる。

## 概要
愛知県東部、東三河地区の中心都市・豊橋市に位置し、その中心市街地に立地する駅である。隣接する駅も含めて多数の鉄道路線が伸び、加えて路面電車・路線バスなどの公共交通機関も集中しており、「東三河の交通拠点」として位置づけられている。
豊橋駅はJR東海・JR貨物・名鉄の3社が運営する。乗り入れるのはJRの東海道新幹線・東海道本線（駅番号：CA42）・飯田線（駅番号：CD00）、名鉄の名古屋本線（駅番号：NH01）の計4路線である。駅は名鉄が乗り入れる3番線も含めJRの施設であり、名鉄はそこに入居する扱いになっている。また、隣接する新豊橋駅からは三河田原駅までを結ぶ豊橋鉄道渥美線、駅前停留場からは路面電車の豊橋鉄道東田本線の2路線がそれぞれ伸びている。
このうち愛知県の県庁所在地名古屋市へは、JR東海道新幹線・東海道本線と名鉄名古屋本線の3路線が通じる。この区間ではJR東海・名鉄の両社から各種特別企画乗車券が発売されており、激しいシェア争いが展開されている。ただし豊橋駅は両社の「共同使用駅」であり、構内を共有している。なお、2005年から名鉄線用の発車標は他の名鉄の駅では通常省略される「名鉄岐阜」「名鉄一宮」「名鉄名古屋」の名鉄を省略せずに表示している。
貨物営業を担当するJR貨物は東海道本線と飯田線において第2種鉄道事業者として貨物列車を運転しているが、豊橋駅に停車する貨物列車は存在しない。ただし、コンテナ取扱駅としての機能は豊橋オフレールステーションとして残存する。
駅の開業は1888年（明治21年）。当初からの東海道本線に加え1897年（明治30年）に飯田線、1927年（昭和2年）に名鉄線が乗り入れ、1964年（昭和39年）に東海道新幹線が開通して現在の路線網ができあがった。JRと名鉄の2社が運営する現在の体制になったのは1987年（昭和62年）の国鉄分割民営化によるものである。同年3月15日まで国鉄二俣線の一部列車が東海道本線経由で直通運転していたが、開始時期は不明。
豊橋駅の事務管コードは、▲520135となっている。
東京駅からの場合、新幹線定期券の発売可能な西限駅となる。

## 歴史

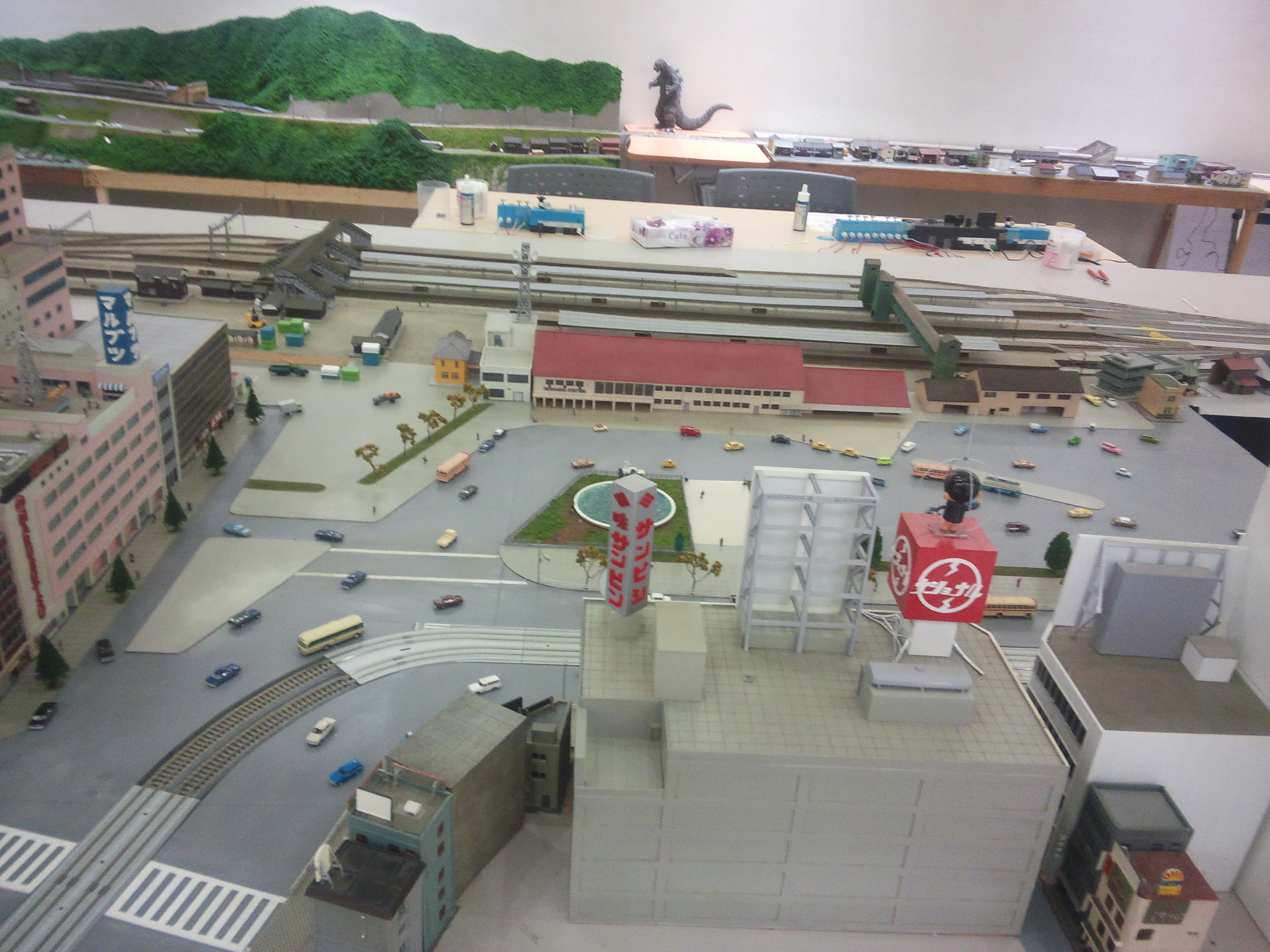
旧豊橋駅ジオラマ（こども未来館）

### 開業までの経緯
豊橋駅は、1888年（明治21年）9月1日に鉄道院の路線の駅として開業した。当時正式な路線名称は設定されておらず、1895年（明治28年）に「東海道線」の路線名称が与えられた。
- 江戸時代から明治に変わって6年目の1872年（明治5年）、東京から横浜まで日本で最初の鉄道が開業した。1884年（明治17年）、東京と大阪を結ぶ幹線鉄道計画が決定（当初計画では本州内陸部の中山道ルートが構想されていた）。2年後の1886年（明治19年）7月、東海道ルートに変更され、幹線鉄道の建設が開始された。豊橋はこの東海道沿いに江戸時代からある吉田藩の城下町・宿場町（吉田宿）で、豊川（とよがわ）の湊町としても栄えていた[6]。
- 愛知県下では1886年に知多半島で鉄道がすでに開通し、西へ向かって順次延伸されていた。上記東海道ルートの決定後、東への延伸も開始。1888年9月1日、大府駅から静岡県の浜松駅まで新たに開通し[7]、豊橋駅も同時に開業した。なお、東京から神戸までの、東海道線にあたる鉄道の全通は翌1889年（明治22年）だった。

### 開業と発展
駅が開設された所在地は、豊橋町ではなく渥美郡花田村西宿だった。当時の町の中心から西南に約600メートル離れた場所 とはいえ、駅の開業は豊橋が発展する契機になった。駅前から市街地の上伝馬町まで停車場通り（後の常盤通）が建設された。そのころ駅や通りの周囲には田畑が広がり、駅前には旅館3軒・貨物を扱う運送屋1軒という状態だった。その後徐々に様相が変化し、駅周辺は新たな町の中心地として発展していった。なお、1906年（明治39年）、豊橋町が花田村を合併して名実ともに豊橋駅になった（その後市制を施行し豊橋市になった）。
1897年（明治30年）7月15日、豊川駅まで、豊川鉄道という私鉄の路線が開通。これは現在の飯田線の一部にあたる。同社は元々、宝飯郡下地町（現・豊橋市、豊川（とよがわ）北側の地域）と豊川駅を結ぶ鉄道を計画していた が、豊川に架橋して豊橋駅に接続した。こうして豊橋駅を共用していたが、1899年（明治32年）に北側へ独立して「吉田駅」を開設した。この吉田駅は大正末期に改築、階上に食堂を併設する、三角形の側壁を特徴とする鉄筋コンクリート造の建物になった。
1908年（明治41年）、市に隣接する高師村（現・豊橋市）に陸軍の第15師団が設置された。これを契機に市の玄関口の豊橋駅にも影響を与え、「市制施行以来、豊橋市を最も大きく変容させた」 と記録されている。乗客や貨物が増加し、戦時における師団の移動の観点からも駅の拡張が希求された。1911年（明治44年）、駅拡張工事着工。1916年（大正5年）、新駅舎完成。開業時からの旧駅舎は建坪約45坪（150m2）の瓦葺き平屋建てだった が、新駅舎は約145坪（480m2）の石磐葺平屋建てで、入り口には車寄せを設けた近代的な建物になった。
1920年代には、豊橋駅周辺に相次いで私鉄路線が加わった。1925年（大正14年）、市内に豊橋電気軌道（現・豊橋鉄道東田本線）の路面電車が開通、駅前に北側から乗り入れる駅前停留場を設置した。1927年（昭和2年）、渥美半島の田原とを結ぶ渥美電鉄（現・豊橋鉄道渥美線）が豊橋駅の400mほど南に新豊橋駅（初代。現・花田信号所）を設置。同年、愛知電気鉄道豊橋線（現・名鉄名古屋本線）が豊川鉄道の吉田駅へ乗り入れて全通した（後述）。
同1927年（昭和2年）、鐵道省豊橋駅も再度の駅舎改築。1929年（昭和4年）、西口が新設された。

### 愛知電気鉄道の乗り入れ

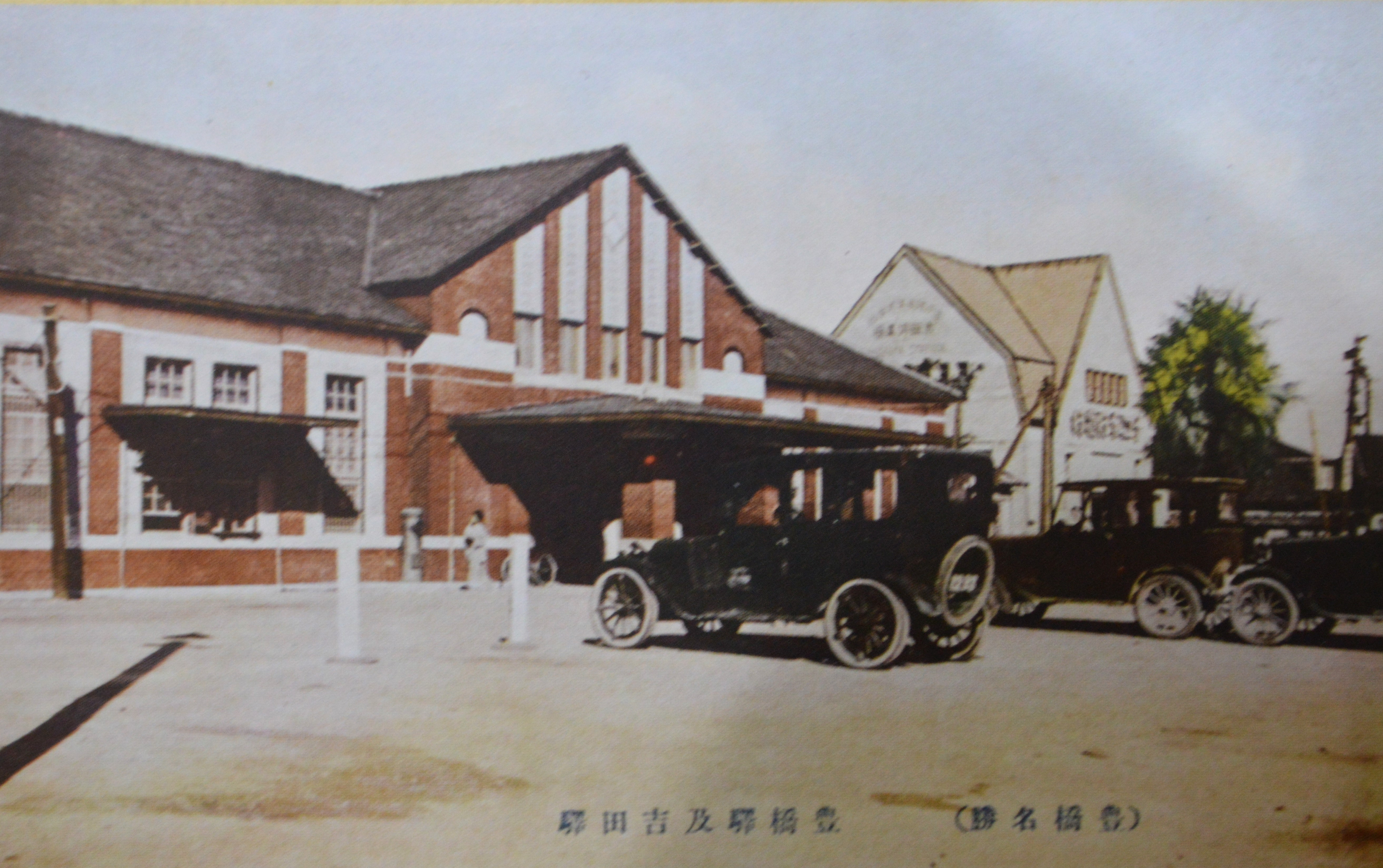
昭和初期の絵葉書「豊橋驛及吉田驛」

名鉄の前身にあたる愛知電気鉄道（以下愛電）は、1927年6月1日より吉田駅に乗り入れたが、以下のような経緯による。
1912年（明治45年）、愛電は知多半島西部で路線（現・常滑線）を開通させた。1917年（大正6年）、起点の神宮前駅（名古屋市）より東へ路線を延ばし始めた。1923年（大正12年）、東岡崎駅（岡崎市）へ到達。1926年（大正15年）、豊川鉄道小坂井駅（豊川鉄道吉田駅から当時2つ目の駅）に乗り入れた。
豊橋方面へは、愛電が小坂井駅南方に伊奈駅 - 吉田駅までの単線を新設の上で既存の豊川鉄道線の単線と合わせて複線として両社共用する方式をとり、新線が1927年6月1日に開通し吉田駅乗り入れを果たして、愛電豊橋線・神宮前 - 吉田間の全通となった。
全通した豊橋線には高速運転をする特急列車や急行列車が新設され、その所要時間は特急63分・急行72分と同区間の鉄道省東海道線に比して40 - 50分早い高速運転を実施した。さらに1930年（昭和5年）からは「超特急あさひ」が1往復新設され、神宮前 - 吉田間を57分で結んだ。このような愛電の優位により、短期間で乗客が東海道線から愛電に流れた。
1935年（昭和10年）、愛電は名岐鉄道と合併、名古屋鉄道になった。
太平洋戦争中の1943年（昭和18年）、豊川鉄道の路線は国有化され、国鉄飯田線の一部となった。これに伴い吉田駅は豊橋駅に併合され、吉田駅を共同使用していた名鉄も豊橋駅への乗り入れ・国鉄との共同使用へと変更された。同様に線路の共用複線は、買収を経た国鉄と直接的なライバル関係になったものの解消はされず、JRになった現在でも継続して行われている。

### 戦災と復興
太平洋戦争末期の1945年（昭和20年）6月19日夜、豊橋の街はアメリカ軍によって空襲された（豊橋空襲）。市街地の約90%が焼失する被害を受け、豊橋駅も機関区と配電室を除いて被災、駅舎は全焼した。東海道本線が平常運転に復するのに1週間を要し、駅の一般乗降客の取り扱い再開は7月20日だった。飯田線は6月22日に、名鉄線は翌23日に再開した。
空襲後、駅舎は東海道本線側はバラックで営業を続け、飯田線・名鉄線側（旧吉田駅）についてはコンクリート壁だけが焼け残った残骸のまま使用されていた（）。
空襲から5年後の1950年（昭和25年）、新駅舎が再建された。この駅舎は、国鉄以外の企業・自治体などが駅舎の改築工事費を分担し、竣工後に一部を商業施設などに使用する「民衆駅」の第1号として有名である。木造2階建て・建坪560坪（1850m2）で、1階に飲食店・理髪店・雑貨店など民間の商業施設が、2階には市民出資の「豊栄百貨店」が入居した。同時期に、駅前広場の拡張も実施された。従来の広場面積は4,000m2を拡張して18,600m2とした。広場には、防火用水と広場の美化を目的に噴水も設置された。

### 戦後の展開

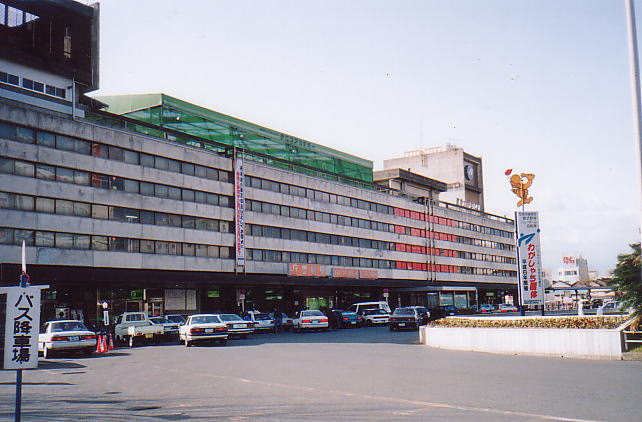
1970年改築の5代目駅舎（1992年）

1953年（昭和28年）、東海道本線の電化区間が豊橋駅を経て名古屋駅まで到達した。これにあわせて東京駅と大阪駅を結ぶ特急「はと」が豊橋駅への停車を開始した。
一方名鉄は1948年（昭和23年）、名岐線と豊橋線を一体化して豊橋駅と新岐阜駅（岐阜県岐阜市、現・名鉄岐阜駅）を結ぶ「名古屋本線」と改称した。伴って豊橋と岐阜を結ぶ直通列車の運転が開始。
1964年（昭和39年）10月1日、東海道新幹線が東京駅から新大阪駅まで開通。このとき、豊橋駅にも新幹線の駅が新設された。新幹線駅が建設された豊橋駅西口は鉄筋コンクリート造2階建ての橋上駅舎に改築された。
その後新幹線の開通と東三河地域の工業開発により乗降客数のさらなる増加が見込まれ、駅舎の改築が開始。改築に先立ち、初代民衆駅2階にあった「豊栄百貨店」は1968年（昭和43年）に駅東口に新ビルを建て地下1階・地上7階建ての「シャルマン豊栄」として移転した。しかし2年後に火災が発生、営業を休止している。
1970年（昭和45年）、完成された新駅舎は、地下1階・地上3階建て、鉄筋コンクリート造の駅ビルとして開業した。駅ビル「豊橋ステーションビル」は100余りの店舗が入居する商業施設を兼ねており、運営会社として豊橋市も出資する豊橋ステーションビル株式会社が設立された。また、駅ビル建設と平行して市は駅前の整備にも着手。駅前の混雑解消と歩行者・車両の分離を図り、1976年（昭和51年）までに東口コンコースと駅前街区などを結ぶ地下道と、西口と東口を結ぶ東西連絡地下道からなる、総延長約700mの地下道を完成させた。

### JR発足後
1987年（昭和62年）、国鉄の分割・民営化により国鉄豊橋駅の旅客営業はJR東海に、貨物営業はJR貨物に継承された。
豊橋駅のJR発足後の大きな事業として、駅ビルの再度の改築がある。JR東海は会社発足当時から、1970年の建築から20数年を経て陳腐化した駅ビルのリニューアルを計画していた。豊橋市側でも東西自由通路を整備し駅周辺の活性化を図る計画があり、1990年（平成2年）にJR東海と市は駅ビルリニューアル・自由通路整備等の推進で合意、東西自由通路・橋上駅舎・東口駅前広場の整備と駅ビル増改築からなる「豊橋駅総合開発事業」が進められることになった。1994年（平成6年）に本体工事に着手、市政90周年に合わせた1996年（平成8年）、まず第1段階として自由通路と橋上駅舎が完成。第2段階として1997年（平成9年）までに商業施設とホテルからなる駅ビルが開業した。駅ビルは既存ビルに2層増築して5階建てのビルとし、その線路側に13階建てのホテル棟を新築して延べ床面積を従来の4倍にあたる約40,000m2とした。東口駅前広場の整備は1998年（平成10年）に完成。約5,000m2のペデストリアンデッキが整備され、デッキ下の1階部分にはバス・タクシー・路面電車といった公共交通機関のターミナル機能が集約された。このうち路面電車については軌道が約150m延伸され、駅に直結する形となった。
続いて2004年（平成16年）から、東口南側の地域において再開発事業が開始された。駅近くにありながら東海道本線と豊橋鉄道渥美線に挟まれているため低未利用地だった（それまで駐車場として使用されていた）貨物駅・操車場跡地を再開発する事業である。2008年（平成20年）3月に新豊橋駅との乗り換え距離を短縮する南口自由連絡通路が整備され、6月に渥美線新豊橋駅の移設が完成、低未利用地の活用と渥美線との乗り換え利便性向上が達成された。

### 年表
- 1888年（明治21年）9月1日：官設鉄道の駅として、豊橋駅開業[5]。
- 1897年（明治30年）7月15日：豊川鉄道が豊川駅まで開通、同鉄道の豊橋駅開設[23][45]。
- 1899年（明治32年）12月11日：豊川鉄道の豊橋駅が吉田駅に改称[23]。
- 1909年（明治42年）10月12日：線路名称制定。豊橋駅を通る官設鉄道線を東海道本線と命名。
- 1916年（大正5年）7月10日：駅舎を改築、新駅舎使用開始[46]。
- 1925年（大正14年）7月14日：駅前に、豊橋電気軌道（現・豊橋鉄道東田本線）の駅前停留場が開業。
- 1927年（昭和2年）
  - 5月27日：駅舎を改築[19]。
  - 6月1日：吉田駅に、愛知電気鉄道豊橋線が乗り入れ。
  - 10月1日：駅南南東に、渥美電鉄（現・豊橋鉄道渥美線）の新豊橋駅が開業。
- 1929年（昭和4年）4月21日：西口を開設[19]。
- 1935年（昭和10年）8月1日：愛知電気鉄道が合併で名古屋鉄道（名鉄）になる。
- 1936年（昭和11年）12月1日：二俣西線 新所原 - 三ヶ日間 (12.1 km) 開業（豊橋駅乗り入れ開始時期は不明）。
- 1943年（昭和18年）8月1日：豊川鉄道が国有化され飯田線となる[23]。あわせて吉田駅を豊橋駅に統合[23]、豊橋駅は国有鉄道と名鉄の共同使用駅となる。
- 1945年（昭和20年）6月20日：空襲で駅全焼[47]。
- 1946年（昭和21年）
  - 2月1日：西口の営業を再開[47]。
  - 10月21日：豊橋市に昭和天皇の戦後巡幸。お召し列車が東京駅発 - 豊橋駅着、豊橋駅発 - 岡崎駅着で運行[48]。
- 1948年（昭和23年）5月16日：名鉄豊橋線、名古屋本線に改称。
- 1950年（昭和25年）3月14日：「民衆駅」の新駅舎が竣工。3月30日に国鉄総裁加賀山之雄臨席で竣工式を挙行、4月1日より駅舎開業[30]。
- 1953年（昭和28年）7月21日：東海道本線の浜松駅から名古屋駅まで電化。この日から特急「はと」が豊橋駅に停車を開始[34]。
- 1964年（昭和39年）10月1日：東海道新幹線開通、新幹線停車駅となる[36]。
- 1970年（昭和45年）
  - 3月15日：新幹線のホームが16両対応に延伸される[49]。
  - 7月1日：新駅舎「豊橋ステーションビル」が営業開始[38]。
- 1986年（昭和61年）11月1日：荷物の取り扱いを廃止[5]。
- 1987年（昭和62年）
  - 3月15日：国鉄二俣線の廃止に伴い9・10番線ホームが廃止される。
  - 4月1日：国鉄分割民営化により、国鉄豊橋駅は東海旅客鉄道（JR東海）・日本貨物鉄道（JR貨物）が継承[5]。
- 1996年（平成8年）9月16日：橋上駅舎・東西自由通路の使用を開始[31]。
- 1997年（平成9年）
  - 3月9日：駅ビルの商業施設「カルミア」が開業[40]。
  - 6月11日：駅ビルのホテル「ホテルアソシア豊橋」が開業[40]。

- 1998年（平成10年）

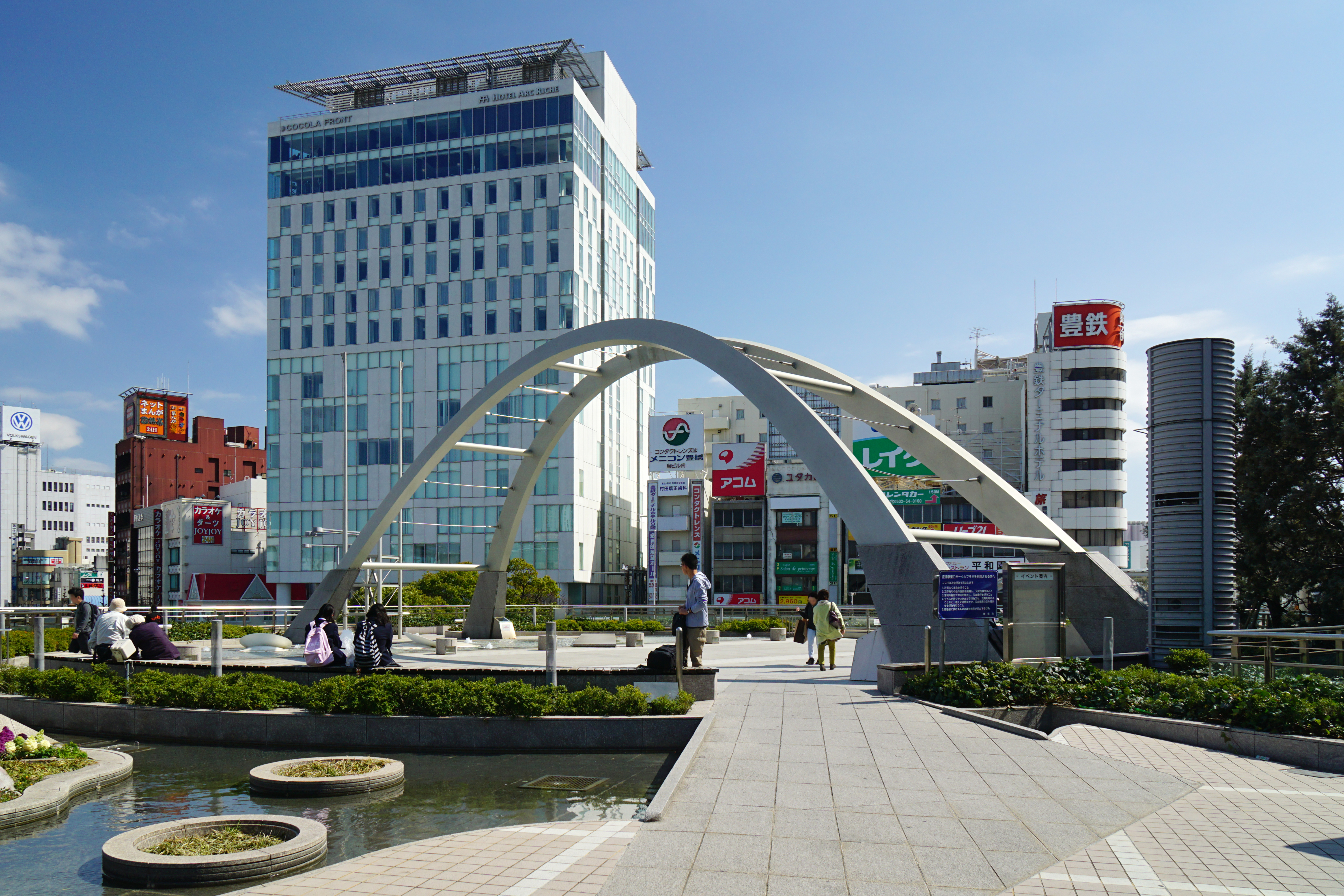
豊橋駅東口サークルプラザ

  - 2月18日：新幹線改札口に自動改札機を導入[50][51]。
  - 2月19日：駅前停留場が東口駅前広場のペデストリアンデッキ下（現在地）に設置。
  - 3月：ペデストリアンデッキ、豊橋駅東口サークルプラザ新設など東口駅前広場の整備が完成[41]。
  - 10月3日：JR貨物、豊橋駅を「自動車代行駅」に指定。コンテナ貨物列車の設定廃止[52]。
- 2003年（平成15年）10月1日：新幹線ダイヤ改正で「ひかり」停車本数増加（1日上下6本から16本へ）[53]。
- 2005年（平成17年）6月25日：名鉄においてトランパスが利用可能に（2012年（平成24年）2月29日をもってサービス終了[54]）。
- 2006年（平成18年）11月25日：JR東海においてICカード「TOICA」の利用が可能となる。
- 2008年（平成20年）3月11日：南口自由連絡通路を新設[55]。
- 2011年（平成23年）2月11日：名鉄においてICカード「manaca」の利用が可能となる。
- 2012年（平成24年）4月21日：TOICA・manaca相互利用が可能となる。飯田線・名鉄線ホーム（1・2・3番線）にはJR・名鉄間の乗り換え用簡易改札機が設置された。
- 2015年（平成27年）8月7日：在来線改札内の「駅ナカ」化による第1号店として「ベルマート豊橋店」がオープン。10月には「成城石井」や「ミニプラ」など4店舗が、12月には「PRONTO」などが入る「フードテラス」がオープンした[56]。
- 2017年（平成29年）
  - 8月：在来線有人改札をガラス張りのウォークインタイプに改装[57]。
  - 10月5日：飯田線用の整理券精算機（整理券読み取り機能付き運賃箱、レシップ製）を設置[57][58][59][60]。
- 2018年（平成30年）3月：駅ナンバリングが導入され、使用を開始する。当駅にはCA42(東海道線）、CD00（飯田線）が与えられた[61]。
- 2022年（令和4年）9月28日：ジェイアール東海ツアーズ豊橋支店が閉店。[62]

## 駅構造

### ホーム・配線
豊橋駅のホームは、大きく分けて東側にJRの在来線（東海道本線・飯田線）と名鉄線のホームが、西側に新幹線のホームが配置されている。新幹線の駅は高架駅であることが多いが、豊橋駅は地上駅で、在来線のみならず新幹線も線路やホームが地平に存在する。駅の前後は高架線であるが、豊橋駅周辺だけが地上に降りているのは、駅のすぐ北側（新大阪方面）に県道388号線の城海津（しろかいづ）跨線橋があるためである。

#### 在来線・名鉄線
在来線・名鉄線のホームは計5面8線。ホームの形状は、片側のみに線路が接する単式ホーム（1面1線）、両側に線路が接する島式ホーム（2面4線）、そしてホームの端が同一平面で繋がった頭端式ホーム（櫛形ホーム・2面3線）が混在する。ホーム番号は東側を起点に1番線から8番線まであり、頭端式ホームの3線が1・2・3番線、単式ホームの1線が4番線、島式ホームの4線が5・6・7・8番線である。頭端式ホームは4番線の単式ホームの北側を切り欠いた形で、同一平面上で移動が可能である。1 - 4番線は他のホームより有効長が短い（1・2・4番線がJR線6両、3番線が名鉄線8両にそれぞれ対応）。
1・2番線に飯田線の列車が、3番線に名鉄線の列車が発着し、4 - 8番線には東海道本線の列車が発着する。ただし、ごくわずかだが4番線を使用する飯田線の列車もある。
飯田線の列車が1・2番線に入線中に名鉄線の列車の出発は可能だが、名鉄線の列車の入線中に1・2番線の飯田線の列車の出発または飯田線の列車が出発中に名鉄線の列車の入線は不可。
このため、浜松方面から飯田線に乗り入れる列車が設定される場合は、豊橋駅停車後、西小坂井駅まで引き上げられ、西小坂井駅留置線で方向転換ののち4番線に再入線する。現在でも飯田線の特急「伊那路」に使用される373系電車は浜松駅から普通列車または回送列車として豊橋駅まで送り込まれるが、この際にも豊橋駅下り線に入線したのち、上述の経路で豊橋運輸区まで転線を余儀なくされている。かつて、静岡地区を拠点にジョイフルトレイン「ゆうゆう東海」や急行形電車を使用した飯田線直通運転の臨時観光列車が頻繁に運行された時期があるが、この際には多くの場合、乗客を乗せたまま豊橋 - 西小坂井間を往復していた。この転線措置は東海道本線浜松方面から飯田線に乗り入れる場合にのみ行われているものであり、飯田線から東海道本線浜松方向に直通する場合、あるいは名古屋方面と飯田線との相互間の直通運転に際してはこのような転線措置は不要であるため行われない。
東海道本線は上り、下り列車ともに4 - 8番線の各線から出発可能。入線については以前は上り列車が4 - 6番線、下り列車が7・8番線に限られており、名古屋方面と浜松方面の折り返し列車を相互で乗り換えする場合は、必ず跨線橋を経由しての乗り換えが必要であったが、改良工事により上り列車が7番線にも入線可能になり、2025年3月15日実施のダイヤ改正より、主に浜松方面の折り返し列車との接続が生じる名古屋方面の折り返し列車を7番線発着にすることで、8番線を発着する浜松方面の折り返し列車と同一ホームでの乗り換えが可能になる。
ホームの使用状況を表で示すと以下のとおりである。
| 番線  | 路線              | 方向 | 行先                         |
| ----- | ----------------- | ---- | ---------------------------- |
| 1     | CD 飯田線         | 下り | 豊川・飯田方面               |
| 2     | CD 飯田線         | 下り | 豊川・飯田方面               |
| 3     | NH 名鉄名古屋本線 | 下り | 東岡崎・金山・名鉄名古屋方面 |
| 4     | CD 飯田線         | 下り | 豊川・飯田方面               |
| 4     | CA 東海道本線     | 下り | 名古屋方面                   |
| 5 - 8 | CA 東海道本線     | 下り | 名古屋方面                   |
| 5 - 8 | CA 東海道本線     | 上り | 浜松・静岡方面               |

（出典：JR東海:駅構内図）
また、ホーム上にはICカード乗車券用のJR（新幹線利用を含む）・名鉄乗り換え用簡易改札機が設置されている。これにタッチすると名鉄出場とJR入場（又はその逆）を同時に行う。名鉄線のみ利用の場合はタッチの必要はない。
8番線の西側にもう1面島式ホームがある。これはかつて豊橋駅まで直通運転していた二俣線（現・天竜浜名湖鉄道天竜浜名湖線、2つ東の新所原駅が起点）のホームで、直通運転をとりやめた現在では留置に使用されるのみである。このため9・10番線は欠番となっている。ホームへの階段は業務用通路として存置され、コンコース側には「関係者以外立入禁止」の看板が設けられている。
構内にはホームに隣接しない線路も複数存在する。そのうち東海道本線の浜松寄り東側に伸びる線路は、豊橋鉄道渥美線の花田信号所に繋がる。ここはかつて渥美線との間で貨車の受け渡しが行われた場所で、新車搬入の際などに使用されたことがある。また構内の名古屋寄り（1・2番線ホーム北側）には豊橋運輸区が設置されている。
建設時の経緯から飯田線の前身・豊川鉄道と名鉄の前身・愛知電気鉄道は、豊橋駅から平井信号場までの約4kmの区間において線路を共用したが、これは両者がJR東海・名鉄となった現在でも残る。この共用区間では、名鉄の列車本数は1時間あたり最大6本と協定によって制限されている。また駅名標は、名鉄線のものについてもJRの様式で設置されている。

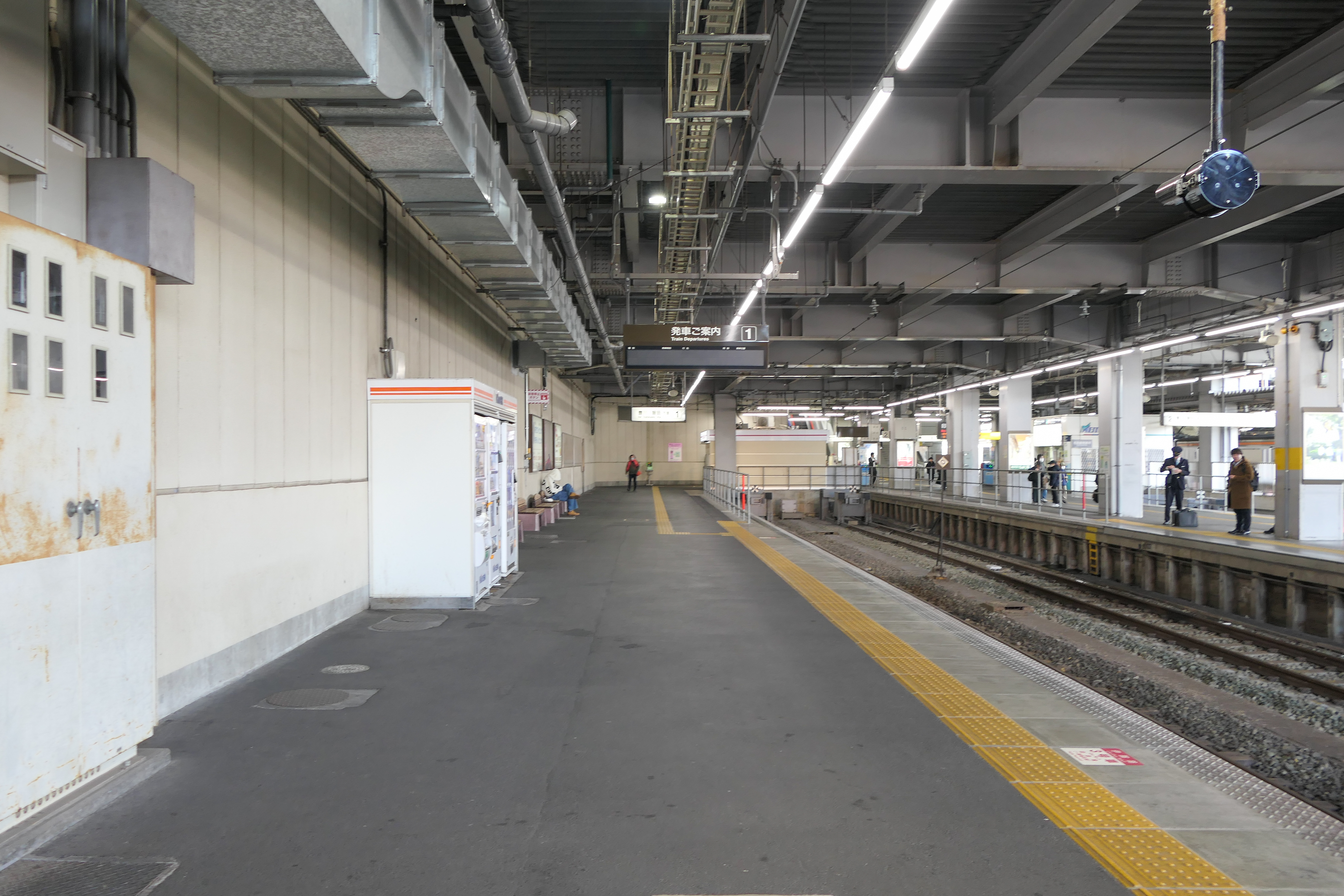
在来線1番線ホーム（2024年1月）
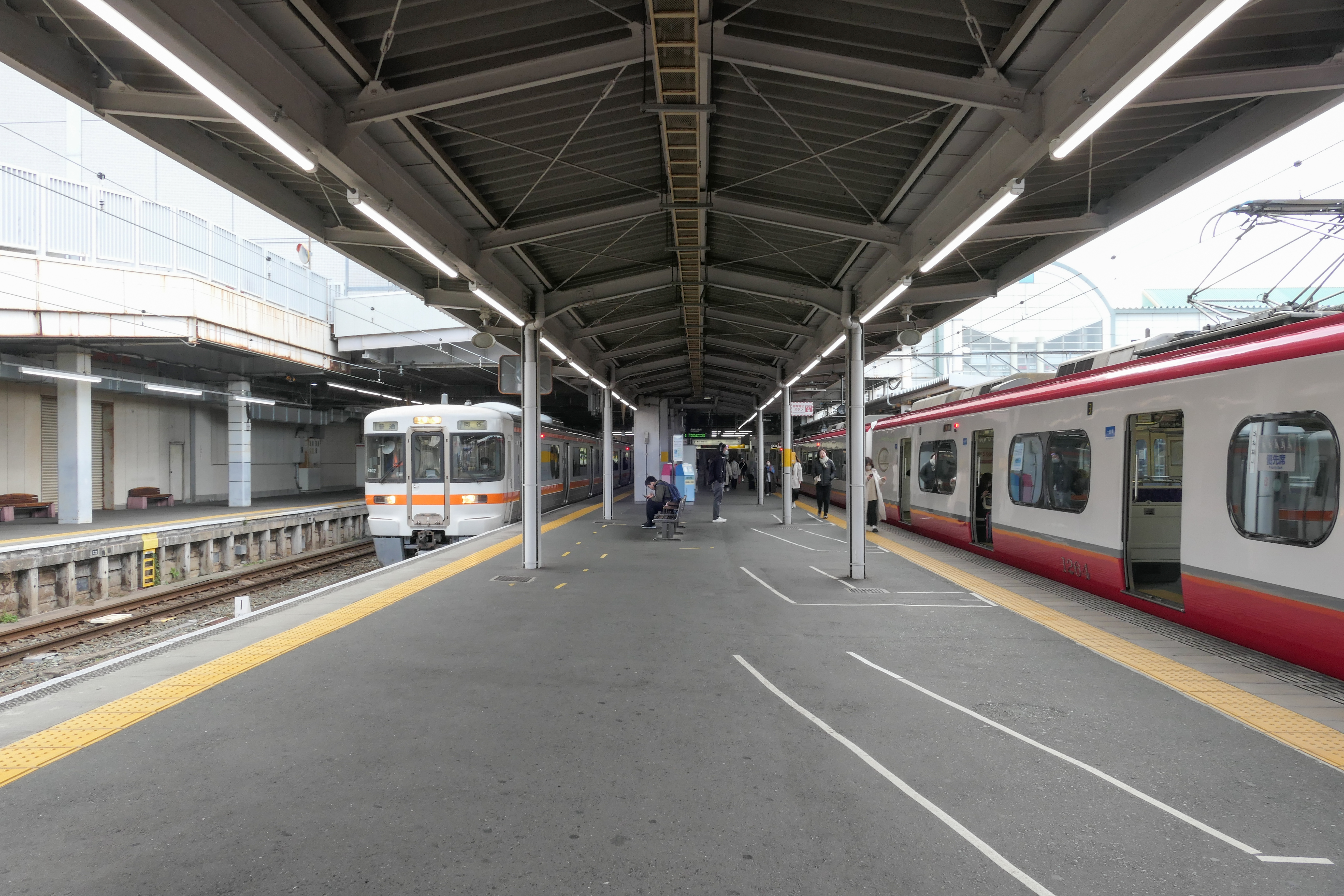
在来線・名鉄線2・3番線ホーム（2024年1月）
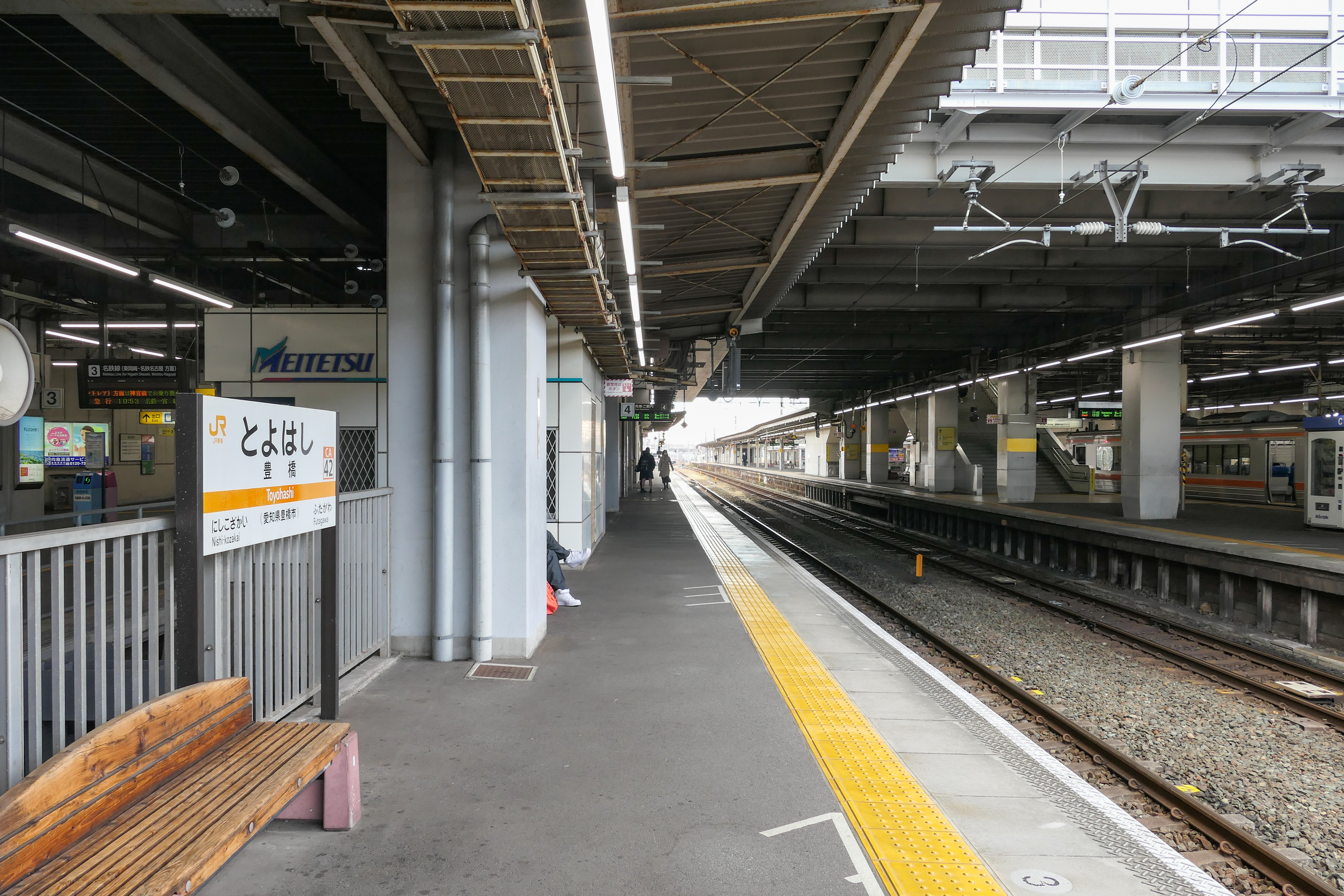
在来線4番線ホーム（2024年1月）
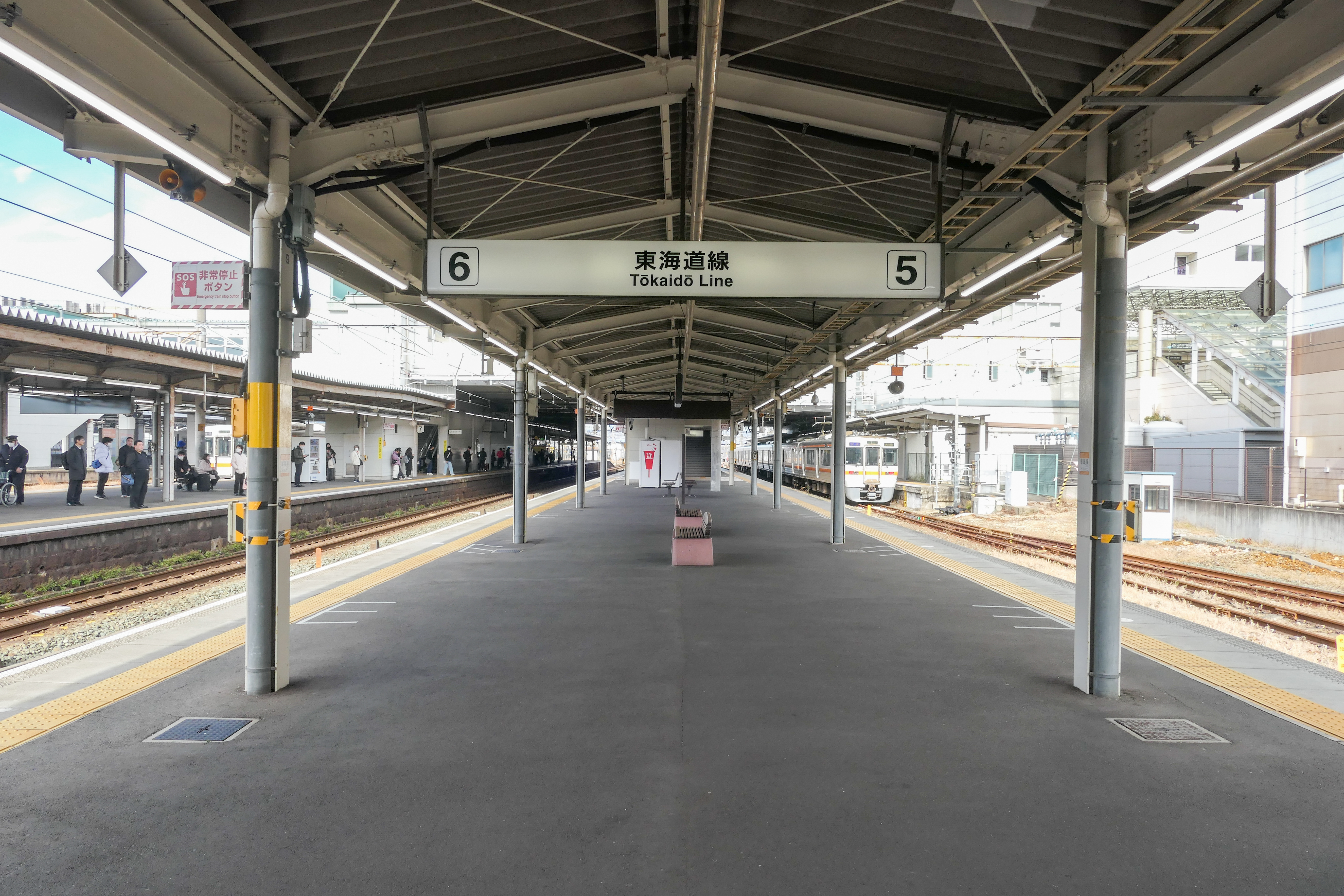
在来線5・6番線ホーム（2024年1月）
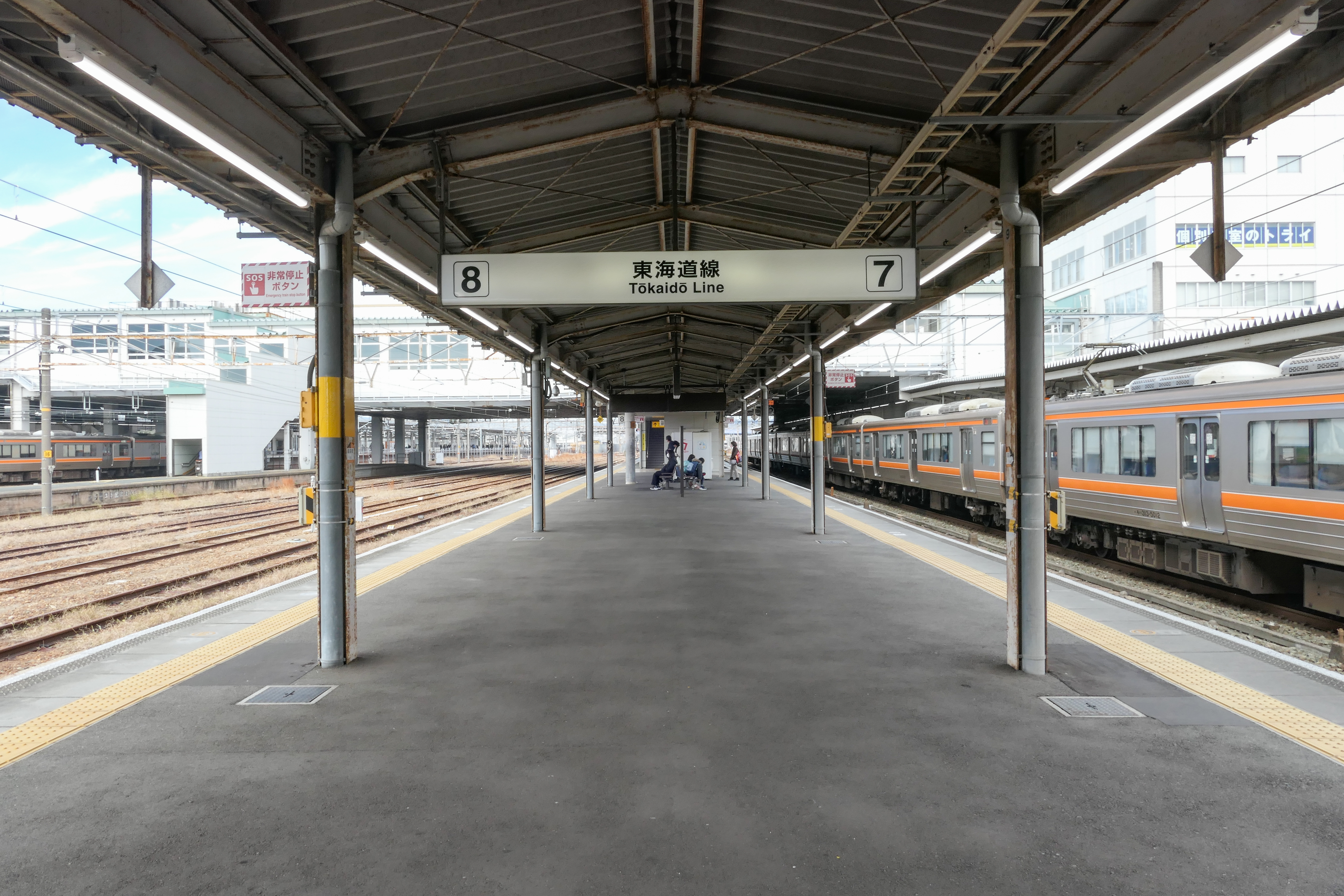
在来線7・8番線ホーム（2022年10月）
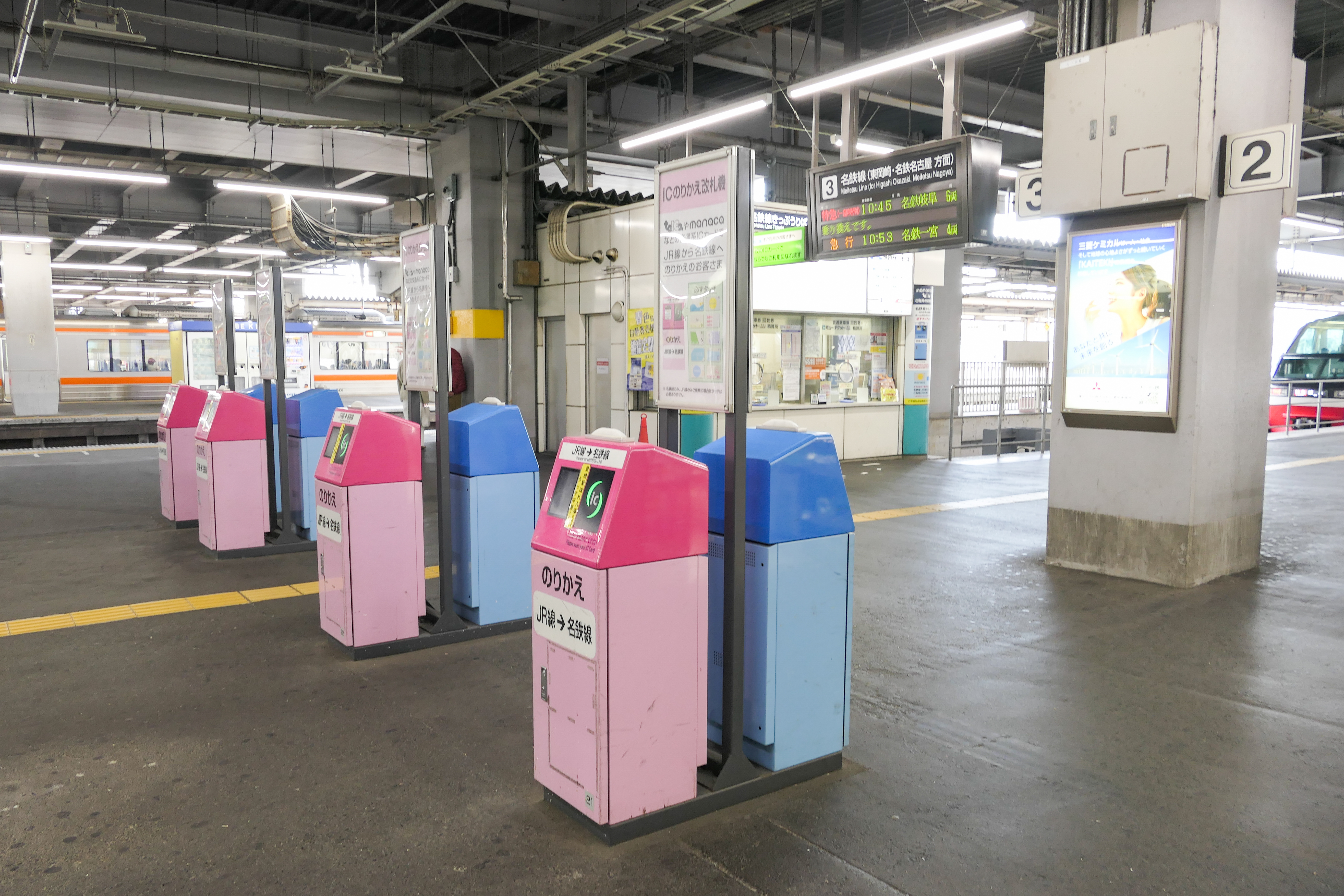
在来線・名鉄線乗換改札機（2024年1月）
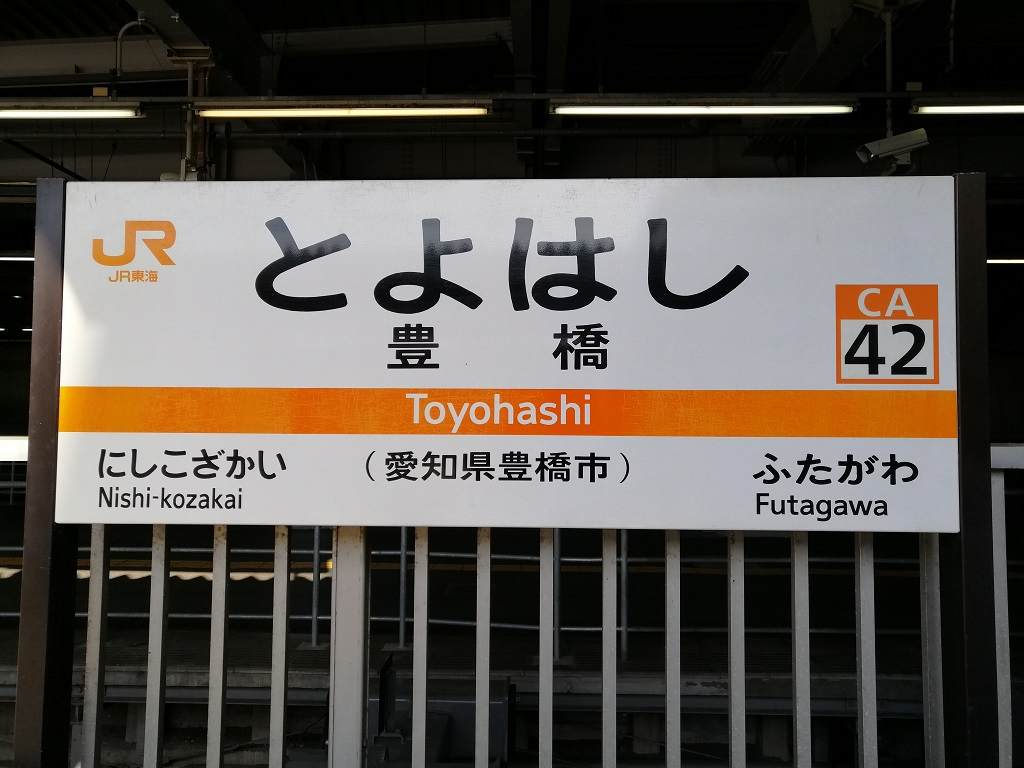
JR東海の駅名標（2022年2月）
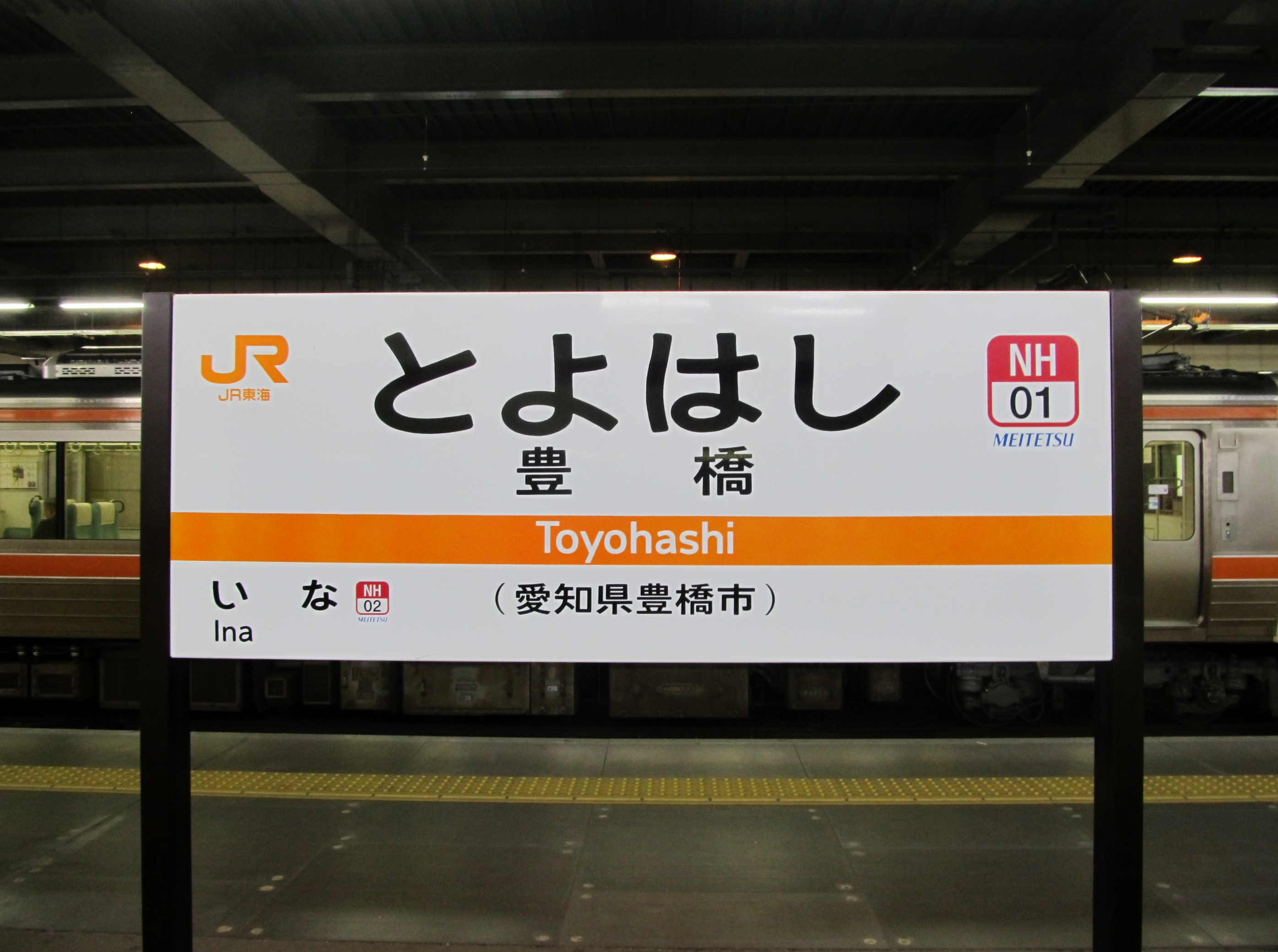
JR東海の形式となっている名鉄線ホームの駅名標（2016年3月）

#### 新幹線
新幹線のホームは計2面3線で、ホームの形状は単式ホーム（1面1線）および島式ホーム（1面2線）である。ホーム番号は東側（在来線側）から11番線・12番線・13番線の順で、島式ホーム東側が11番線、その反対側が12番線、単式ホームが13番線である。基本的に、12番線を上り列車が、13番線を下り列車が使用する。11番線はダイヤが乱れた際の予備のホームで通常列車は発着せず、工事用車両の留置に供される。12番線と13番線の間には上下の通過線が通る。
| 番線   | 路線名       | 方向 | 行先       |
| ------ | ------------ | ---- | ---------- |
| 11・12 | 東海道新幹線 | 上り | 東京方面   |
| 13     | 東海道新幹線 | 下り | 新大阪方面 |

（出典：JR東海:駅構内図）

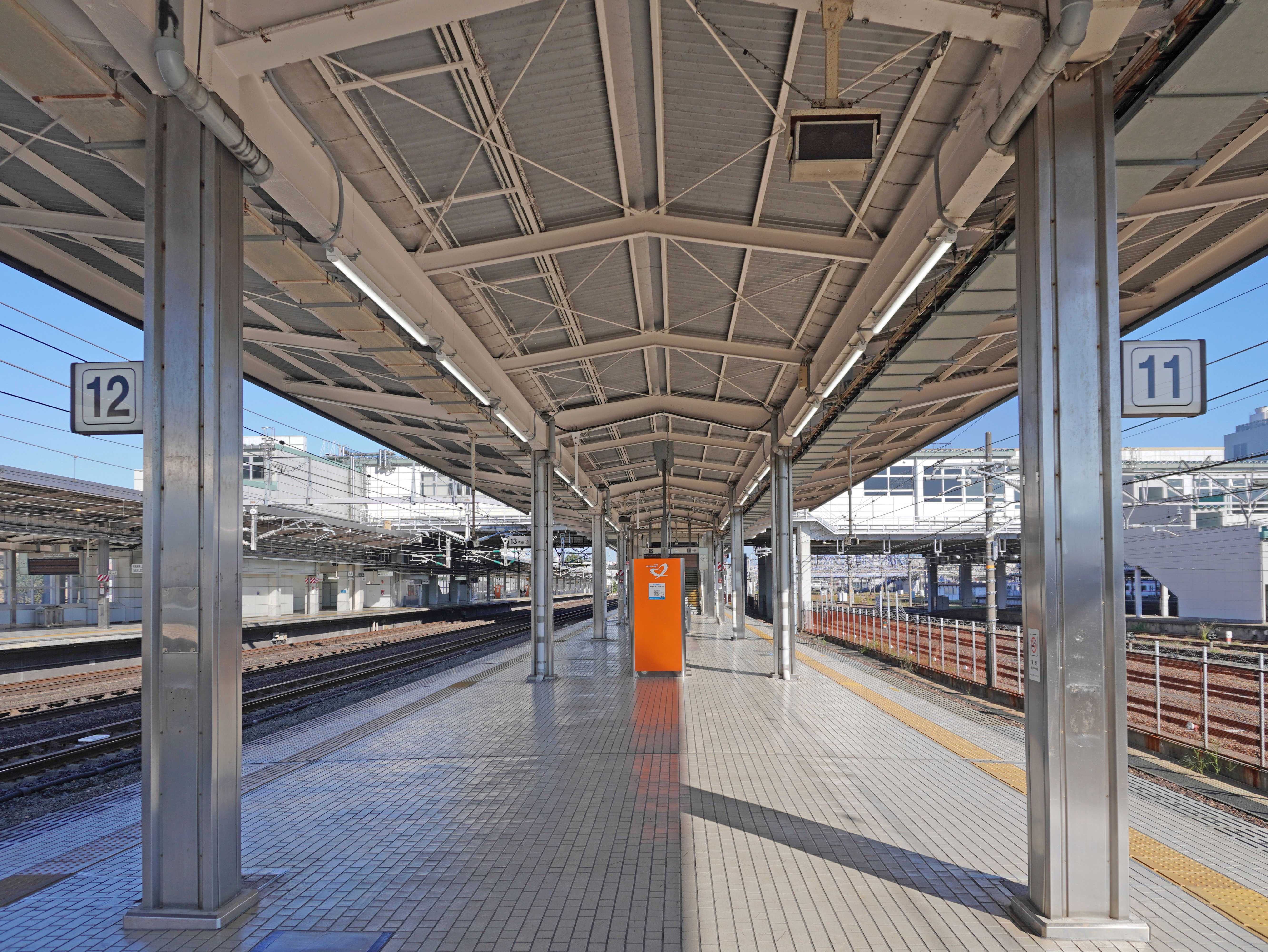
新幹線11・12番線ホーム（2022年10月）
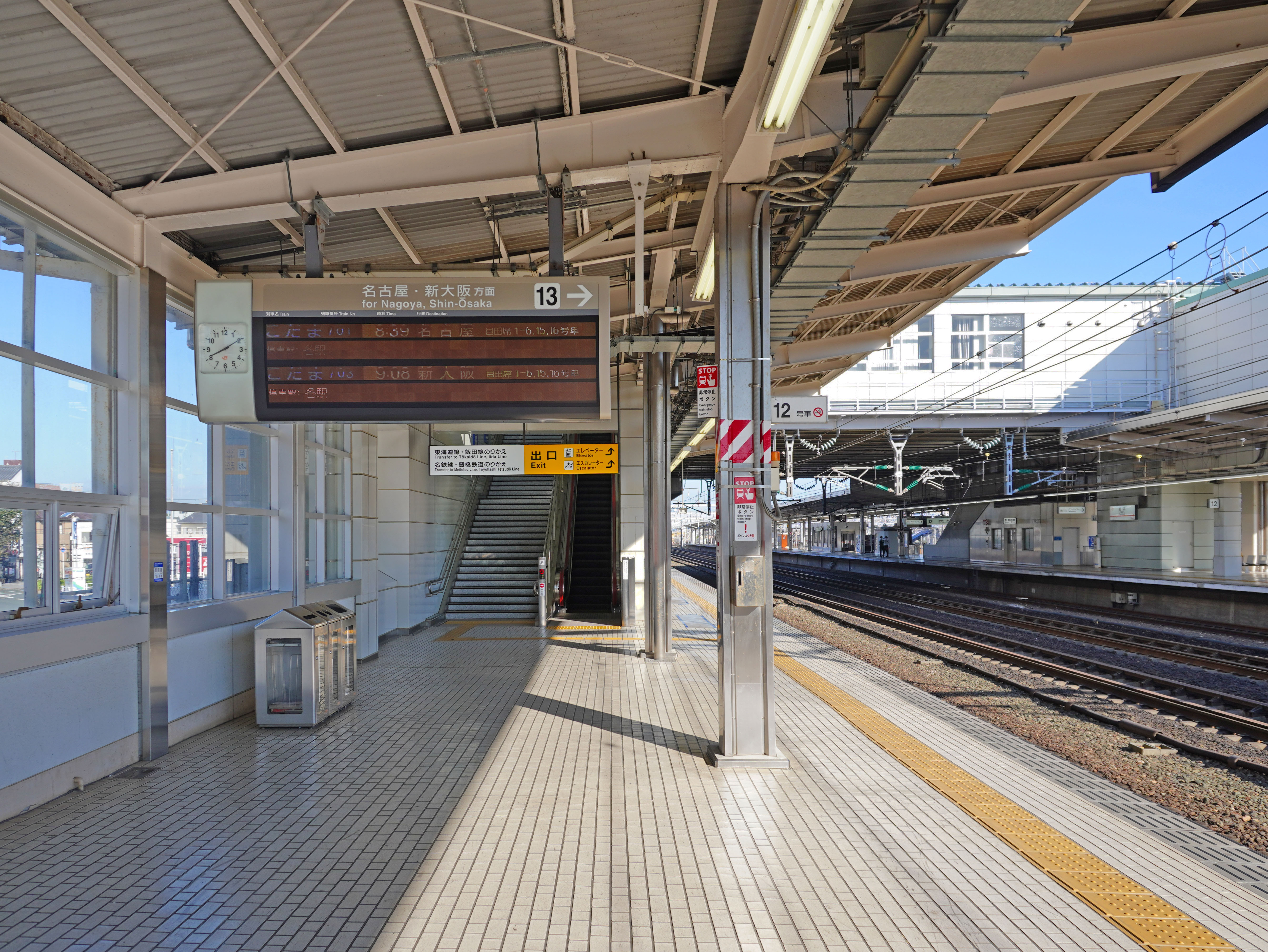
新幹線13番線ホーム（2022年10月）

### 駅舎
駅舎は東西自由通路を併設する橋上駅舎 であり、ホームの上空部分に設置されている。橋上の改札階とホームの移動用に階段のほか、エスカレーター・エレベーターが各ホームに設置されている。改札口はJR線・名鉄線改札口と新幹線改札口の2か所で、どちらも自由通路に面する。
JR全線きっぷうりば設置駅。JR東海の駅としては駅長配置駅（直営駅）であり、管理駅として二川駅を管理している。
名鉄線の有人窓口は改札前と3番線入口（いずれもJR線へは業務委託されておらず名鉄線係員による直営）の2ヶ所。ミューチケットはこれらの窓口のほか、改札外にある3台の自動券売機で発売している。改札内にミューチケット券売機は設置されていない。manacaは有人窓口および自動券売機で常時購入可能。

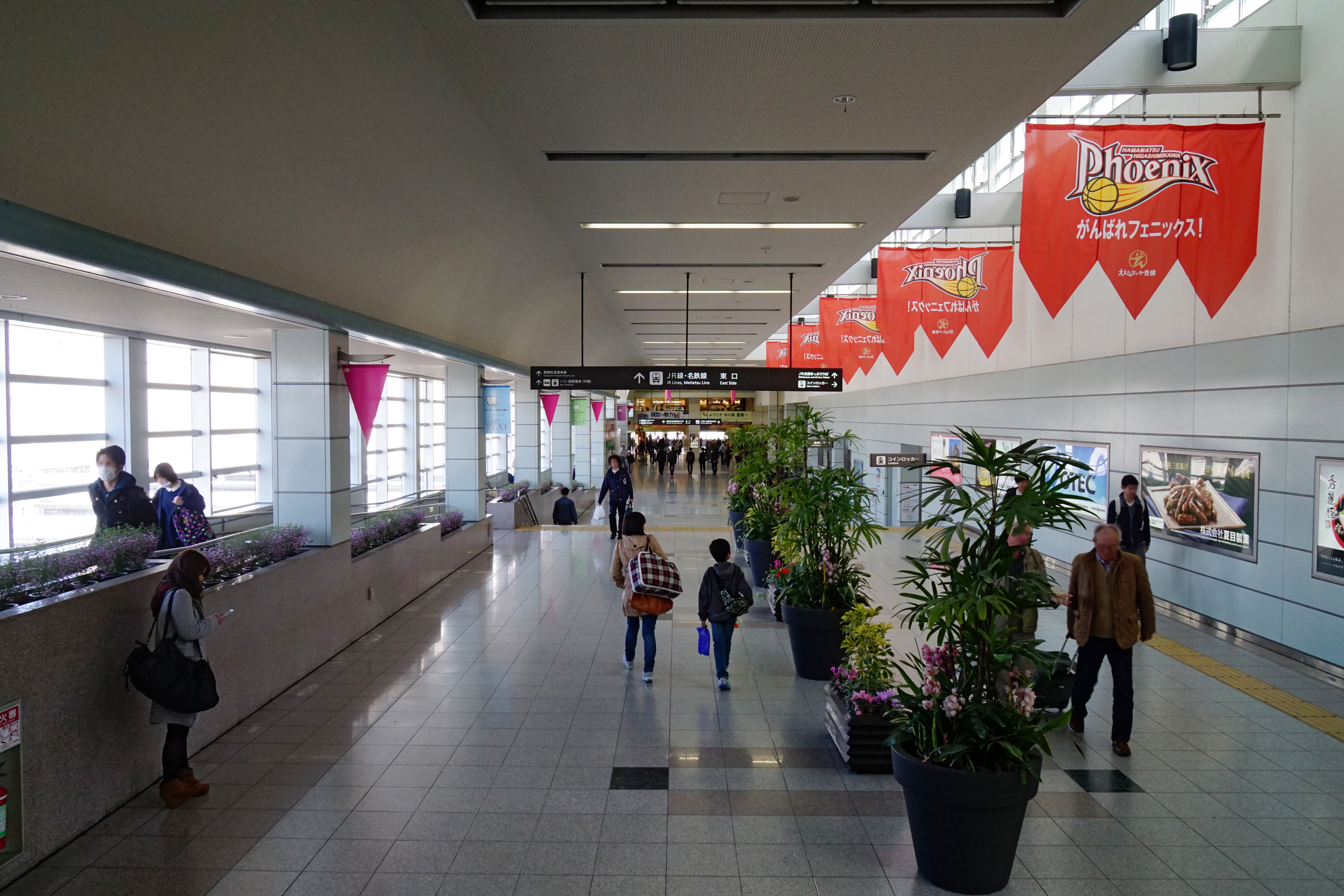
東西自由通路（2016年3月）
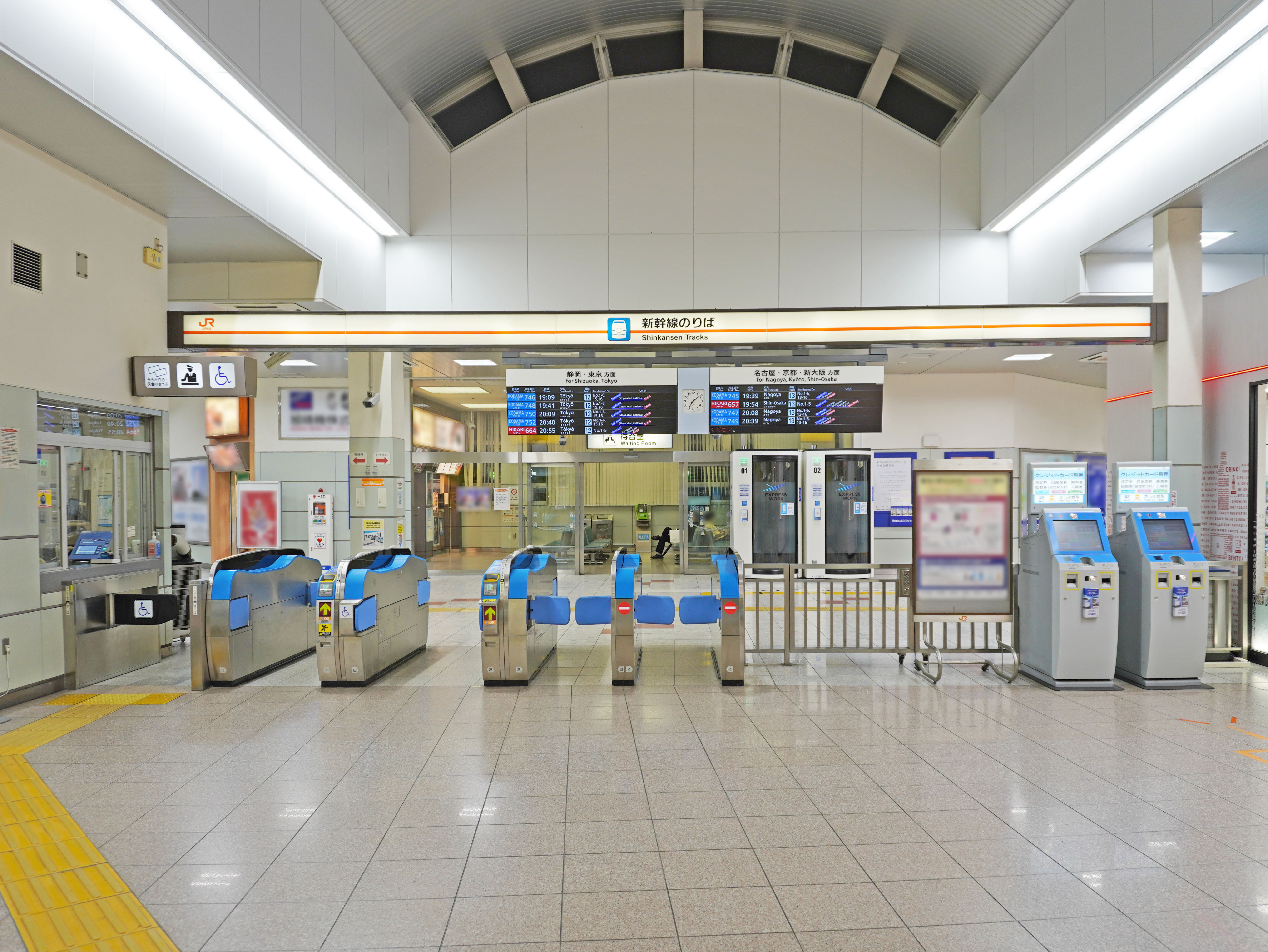
新幹線改札口（2022年10月）
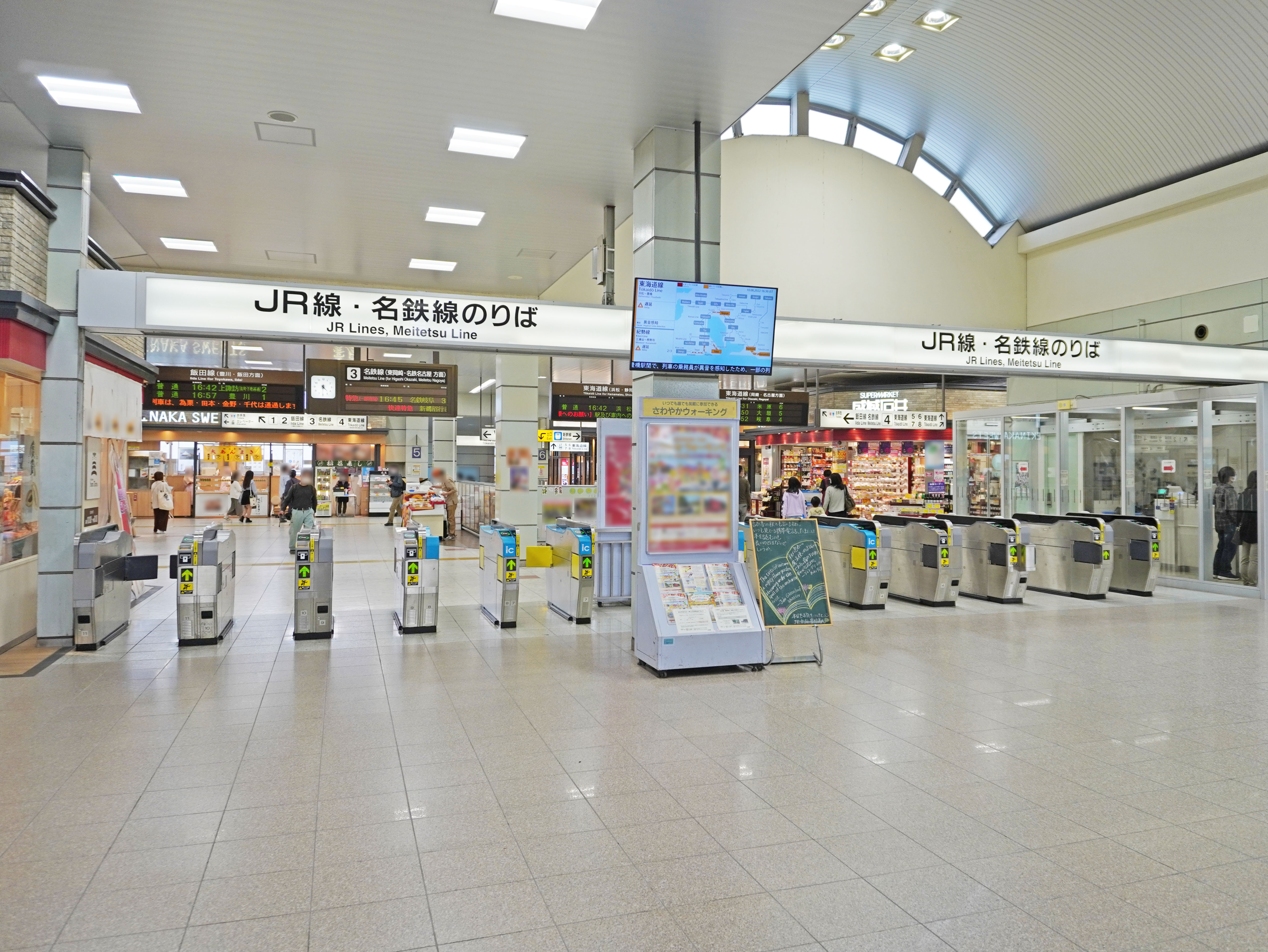
在来線・名鉄線改札口（2022年10月）
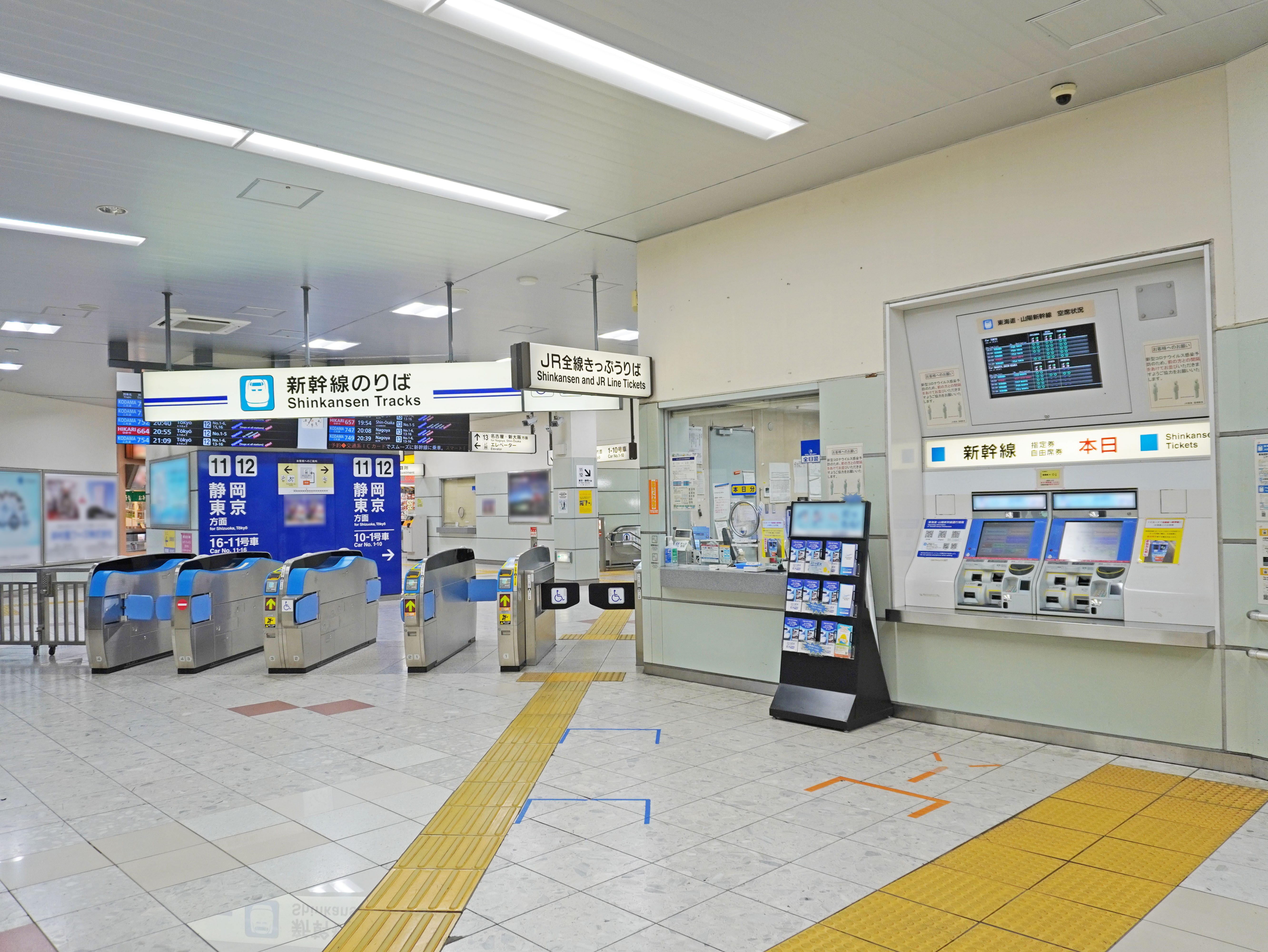
在来線・新幹線乗換改札口（2022年10月）
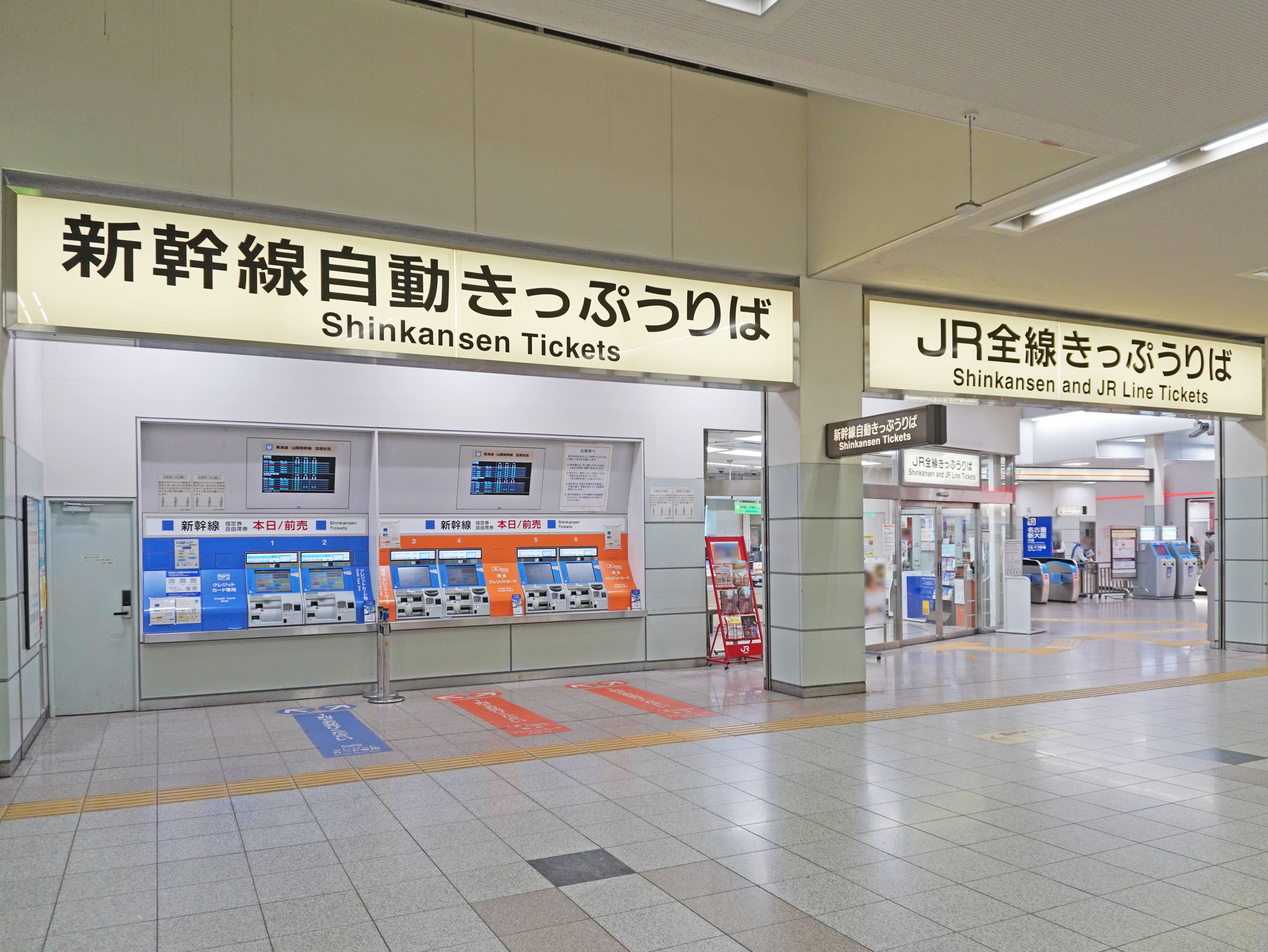
新幹線乗車券売り場（2022年10月）
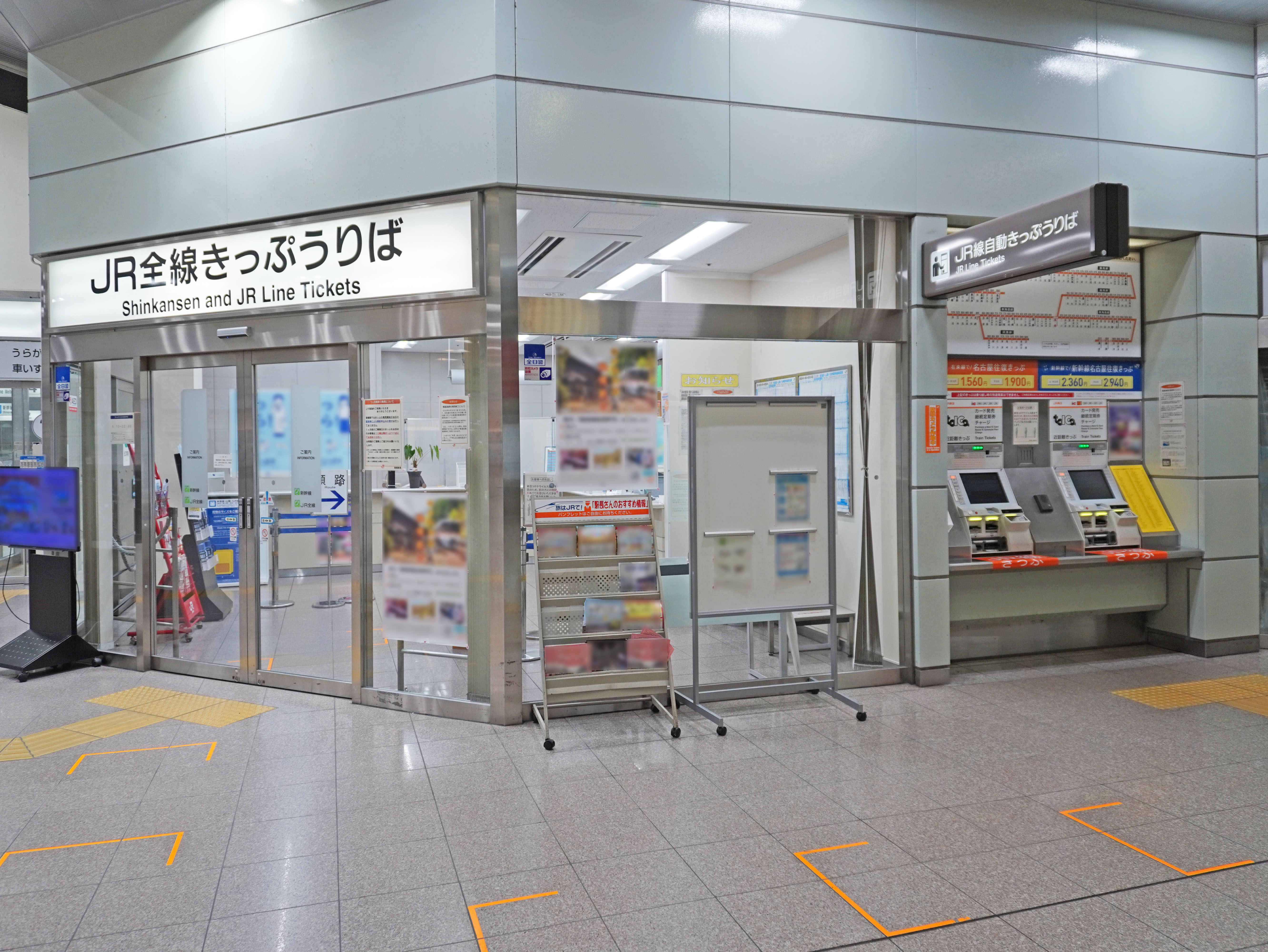
在来線乗車券売り場（2022年10月）
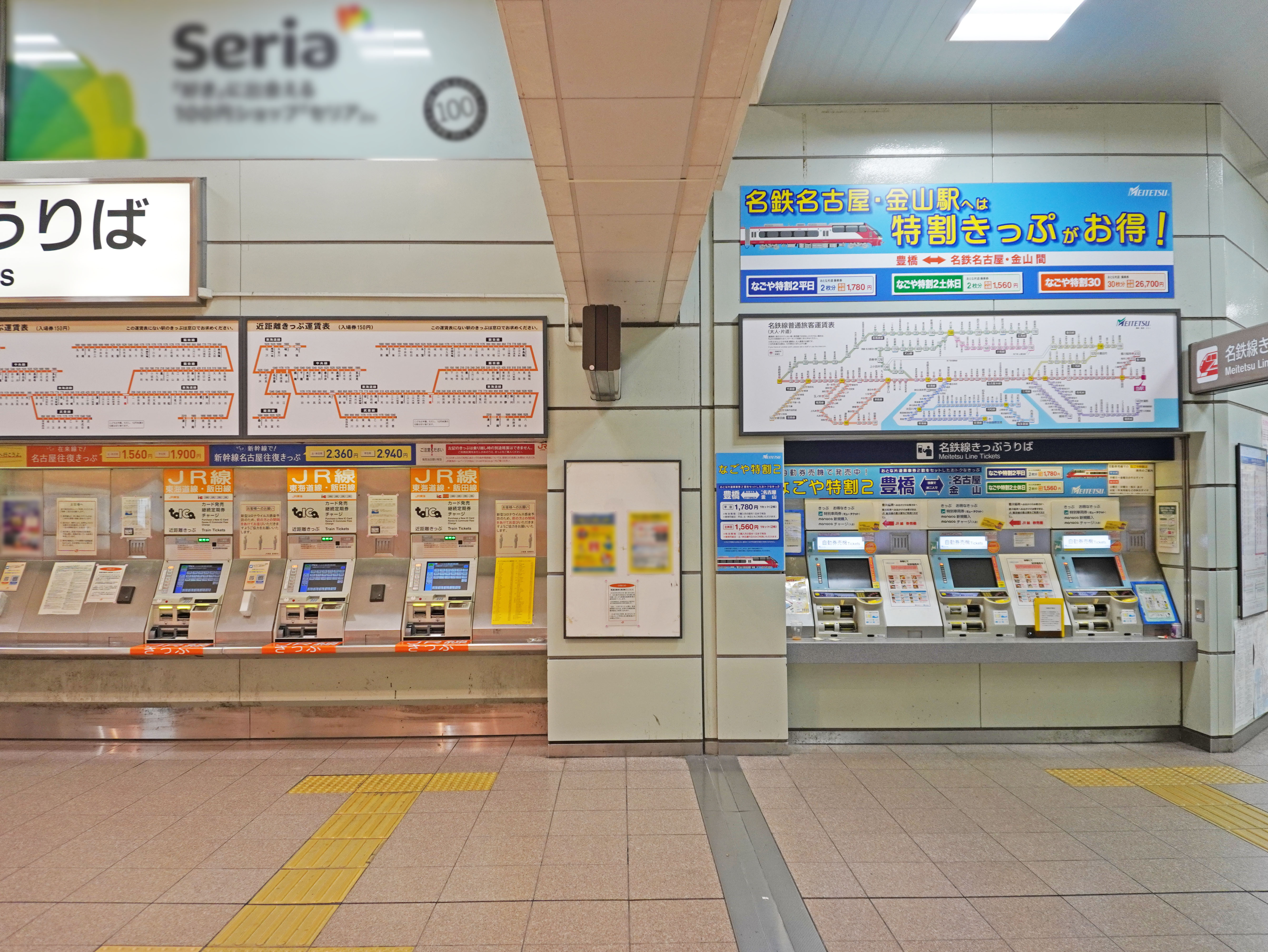
在来線・名鉄線乗車券売り場（2022年10月）

### 駅ビル
駅ビルは東口側にあり、橋上駅舎とあわせて整備された。地下1階・地上5階建ての建造物と、飯田線・名鉄線上空部分を含めた地上13階建ての高層棟が一体となったビルである。名称は「豊橋ステーションビル」で、地下1階から地上4階までが商業施設、地上1・2階の一部と5階から13階までがホテルとして使用されている。商業施設の名称は「カルミア」で豊橋ステーションビル株式会社が運営、ホテルの名称は「ホテルアソシア豊橋」で株式会社ジェイアール東海ホテルズが運営する。ビルの2階部分に駅の改札口へ通じる自由通路が通り、その自由通路から豊橋鉄道新豊橋駅へ通じる南口自由連絡通路が分かれる。

### 配線図
| ← ■ 新横浜・ 東京方面 ■浜松・ 静岡方面 ■高師・ 三河田原方面                                                     | 豊橋駅 鉄道配線略図        | → ■ 名古屋・ 新大阪方面 ■岡崎・ 名古屋方面 ■豊川・ 飯田方面 ■東岡崎・ 名鉄名古屋方面 |
| | ↓ ■ 赤岩口・運動公園前方面 |                                                                                      |
| 凡例 出典: 新幹線側の側線（豊橋保線所）構内の一部は三線軌条となっており、軌間の異なる在来線側線と繋がっている。 |                            |                                                                                      |

## 貨物の取り扱い

### 豊橋オフレールステーション

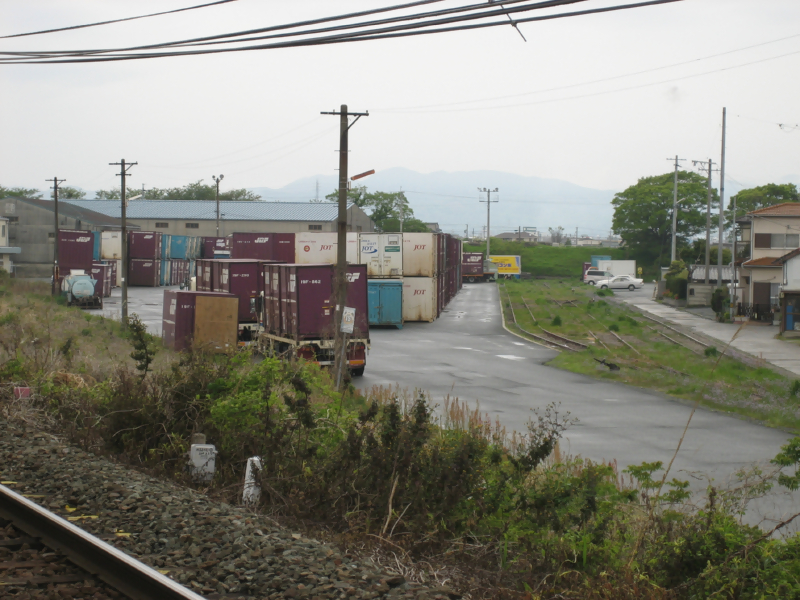
豊橋オフレールステーション（船町駅より撮影）

豊橋オフレールステーション（略称：豊橋ORS）は、豊橋市北島町中川原（船町駅北東側）にあるJR貨物のコンテナ取扱駅である。コンテナ取扱駅ながら貨物列車が発着せず、列車輸送にかえて最寄の列車発着駅までトラックによる代行輸送を行う「オフレールステーション」のひとつ。豊橋ORSの場合、トラック便は西浜松駅（浜松市）との間に1日3往復設定されている。大型コンテナおよび産業廃棄物の取り扱いは豊橋ORSでは行っていない。
豊橋駅はかつて貨物列車が発着していたが、1998年（平成10年）10月3日より発着のない「自動車代行駅」に変更された。さらに2006年（平成18年）4月1日、トラックで代行輸送を行うコンテナ基地の名称を統一した際、ORSとなった。列車の発着がないものの豊橋ORSには線路が残る。しかし、車止めが設置されており旅客駅側とは分断されている。

### その他
国鉄（のちJR貨物）が展開する「物資別適合輸送」の1つにかつては飼料輸送があり、国鉄は日本飼料ターミナル株式会社を1969年（昭和44年）に設立、配合飼料の中継サイロ基地を養鶏が盛んな場所へと設置していた。この中継基地が1969年12月、豊橋駅にも新設されている。しかし、1970年代後半以降の利用の低下で基地は閉鎖され、会社そのものも1986年（昭和61年）に解散した。
豊橋駅は貨車操車場の機能を持っていた時期がある。飯田線沿線の佐久間ダム建設の際、ダム建設資材輸送のための飯田線輸送力増強の一環として、豊橋駅の操車場機能が強化され、1955年（昭和30年）駅が拡張された。操車場としての分類は1978年10月ダイヤ改正の時点で「地区指定組成駅」であった が、1984年2月ダイヤ改正に伴うヤード集結系貨物輸送の廃止によって役目を終えた。

## ダイヤ
名古屋方面には、JR東海道本線・東海道新幹線と名鉄名古屋本線が競合しているため、高速・高密度化が図られている。東海道本線は、2006年10月から平日早朝は8分おきに名古屋方面への快速列車が発車し、名鉄も平日始発から7時台まですべての列車を特急列車へと改正し（2011年3月より名鉄は8時台まで拡大したが2023年3月より平日・土休日とも始発は急行（平日のみ特別車開放）に格下げ）、JR快速・名鉄特急とも名古屋駅・名鉄名古屋駅まで最短50分弱で到達する。JR東海からは「名古屋往復きっぷ」「JR名古屋⇔豊橋カルテットきっぷ」、名鉄からは「なごや特割2」「なごや特割30」という特別企画乗車券が発売されており、現在も激しいシェア争いが展開されている。東海道本線の運行形態はおおむね普通列車2本（30分ヘッド）・快速列車4本（各種15分ヘッド）であるが、朝夕は増便される。夜間は普通列車の代わりに区間快速で運用する。日中の名鉄の運行形態は急行列車2本（30分ヘッド）・特急列車4本（各種13・17分ヘッド）である。名鉄の当駅への終電は従来名鉄名古屋駅を22時43分（名鉄岐阜駅22時13分）に発車していたが（当駅23時37分着）、2021年5月より約17分繰り下がり、名鉄名古屋駅23時（名鉄岐阜駅22時31分）発となった（当駅23時51分着）。ただし、自社の駅ではないので夜間滞泊は行わない。到着後は回送で伊奈駅に折り返し、翌朝まで停泊する。また、当駅発の最終急行の発車時刻も約7分繰り下がり、23時41分発となった（終点の鳴海駅には0時27分に到着）。名鉄のミュースカイ・快速急行・準急・普通列車は当駅を発着しない。
浜松方面には、東海道本線の普通列車（各駅停車および一部快速列車の直通、距離36.5 km）が、概ね1時間に3本程運行されている。
飯田線には、特急「伊那路」のほか、豊川駅以北へ行く普通列車（一部を除き船町駅と下地駅は通過）が概ね1時間に1〜2本程、豊川駅折り返しの区間列車が概ね1時間に2本程運行されている。
東海道新幹線は、「のぞみ」は全列車通過し、東京 - 名古屋・新大阪間の「ひかり」が上下ほぼ2時間毎と「こだま」が停車する。「ひかり」に関しては早朝深夜帯を除き、豊橋を発着する東京方面の列車は新横浜まで停車しない。
JR在来線の優等列車は、飯田線の特急「伊那路」（豊橋駅発着）が停車する。
お盆期間と12月29日は名鉄が休日ダイヤとなるが、JRの平日ダイヤに合わせるために朝の一部列車において当駅発着時刻が数分変更される。

## 利用状況

### 旅客
『愛知県統計年鑑』、『豊橋市統計書』各号によると、一日平均乗車人員の推移は以下の通りである。
| 年                 | 国鉄 JR東海 | 名古屋鉄道 | 名古屋鉄道 | 備考            |
| 年                 | 国鉄 JR東海 | 総数       | 定期       | 備考            |
| ------------------ | ----------- | ---------- | ---------- | --------------- |
| 1976（昭和51）年度 | 25978       |            |            | [ 82 ]          |
| 1977（昭和52）年度 | 24771       |            |            | [ 83 ]          |
| 1978（昭和53）年度 | 24007       | 21033      | 12823      | [ 84 ]          |
| 1979（昭和54）年度 | 23536       | 21148      | 12660      | [ 85 ]          |
| 1980（昭和55）年度 | 23574       | 21406      | 12777      | [ 86 ]          |
| 1981（昭和56）年度 | 23134       | 21479      | 12942      | [ 87 ]          |
| 1982（昭和57）年度 | 22816       | 19735      | 11740      | [ 88 ]          |
| 1983（昭和58）年度 | 22435       | 20644      | 12642      | [ 89 ]          |
| 1984（昭和59）年度 | 22358       | 20714      | 12734      | [ 90 ]          |
| 1985（昭和60）年度 | 21667       | 20529      | 12625      | [ 91 ]          |
| 1986（昭和61）年度 | 22147       | 20264      | 12496      | [ 92 ]          |
| 1987（昭和62）年度 | 21986       | 20214      | 12615      | [ 93 ]          |
| 1988（昭和63）年度 | 23694       | 19046      | 11560      | [ 94 ]          |
| 1989（平成元）年度 | 23787       | 19199      | 11661      | [ 95 ]          |
| 1990（平成02）年度 | 25298       | 19058      | 11874      | [ 96 ]          |
| 1991（平成03）年度 | 26971       | 18990      | 11770      | [ 97 ]          |
| 1992（平成04）年度 | 27596       | 19212      | 11998      | [ 98 ]          |
| 1993（平成05）年度 | 27451       | 19770      | 12366      | [ 99 ]          |
| 1994（平成06）年度 | 27029       | 19930      | 12659      | [ 100 ]         |
| 1995（平成07）年度 | 26633       | 19549      | 12570      | [ 101 ]         |
| 1996（平成08）年度 | 26910       | 19316      | 12248      | [ 102 ]         |
| 1997（平成09）年度 | 26574       | 18678      | 11806      | [ 103 ]         |
| 1998（平成10）年度 | 25989       | 18102      | 11430      | [ 104 ]         |
| 1999（平成11）年度 | 25355       | 17636      | 11044      | [ 105 ]         |
| 2000（平成12）年度 | 25706       | 16917      | 10499      | [ 106 ]         |
| 2001（平成13）年度 | 25610       | 16416      | 10045      | [ 107 ]         |
| 2002（平成14）年度 | 19583       | 15789      | 9594       | [ 108 ]         |
| 2003（平成15）年度 | 25218       | 15832      | 9605       | [ 109 ]         |
| 2004（平成16）年度 | 25700       | 15660      | 9659       | [ 110 ]         |
| 2005（平成17）年度 | 26342       | 17490      | 11273      | [ 111 ]         |
| 2006（平成18）年度 | 26560       | 17243      | 11096      | [ 112 ]         |
| 2007（平成19）年度 | 27045       | 17082      | 10952      | [ 113 ]         |
| 2008（平成20）年度 | 27313       | 17037      | 10992      | [ 114 ]         |
| 2009（平成21）年度 | 26138       | 16433      | 10911      | [ 115 ] [ 116 ] |
| 2010（平成22）年度 | 26496       | 16651      | 11065      | [ 117 ] [ 116 ] |
| 2011（平成23）年度 | 26571       | 17009      | 11415      | [ 118 ] [ 116 ] |
| 2012（平成24）年度 | 26851       | 16559      | 10983      | [ 119 ] [ 116 ] |
| 2013（平成25）年度 | 27797       | 17117      | 11396      | [ 120 ] [ 116 ] |
| 2014（平成26）年度 | 27424       | 16992      | 11212      | [ 121 ] [ 122 ] |
| 2015（平成27）年度 | 28199       | 17372      | 11421      | [ 123 ] [ 122 ] |
| 2016（平成28）年度 | 28550       | 17494      | 11480      | [ 124 ] [ 122 ] |
| 2017（平成29）年度 | 29045       | 17639      | 11478      | [ 125 ] [ 122 ] |
| 2018（平成30）年度 | 29316       | 17737      |            | [ 122 ]         |
| 2019（令和元）年度 | 28783       | 17626      |            | [ 126 ]         |

- 『移動等円滑化取組計画書』によると2023年度当時の1日平均乗降人員は50,393人であり、この値はJR東海全駅（405駅）中13位、 東海道本線（86駅）中 9位、飯田線（94駅）中 1位であった[1]。

このほか、名古屋鉄道による名鉄豊橋駅の統計として以下のものがある。
- 『名鉄120年：近20年のあゆみ』によると2013年度当時の1日平均乗降人員は34,320人であり、この値は名鉄全駅（275駅）中 7位、 名古屋本線（60駅）中 6位であった[127]。
- 『名古屋鉄道百年史』によると1992年度当時の1日平均乗降人員は41,639人であり、この値は岐阜市内線均一運賃区間内各駅（岐阜市内線・田神線・美濃町線徹明町駅 - 琴塚駅間）を除く名鉄全駅（342駅）中8位、 名古屋本線（61駅）中7位であった[128]。
- 『名鉄時刻表 1990 Vol.7』によると、1989年度下半期の1日平均乗降人員は37,827人であり、この値は名鉄全駅中9位であった。[129]
- 『名鉄 1983』によると、1981年度当時の一日平均乗降人員は38,343人であり、この値は名鉄全駅中8位であった[130]。
- 『創立70周年記念 今日と明日の名鉄』によると、1960年度当時の一日平均乗降人員は23,881人であり、1963年度の値は31,195人であった[131]。
- 『岡崎市戦災復興誌』掲載の統計資料によると、1948年（昭和23年）11月1日 - 1949年（昭和24年）4月30日間の半期における一日平均乗降人員は5,429人であり、この値は名鉄全駅中13位であった[132]。

### 貨物
2005年度の発送貨物は89,081トン、到着貨物は51,135トンであった。

## 駅弁
壺屋弁当部による「稲荷寿し」が元来当駅の名物である。主な駅弁は下記の通り。
- うなぎ飯
- 手筒花火弁当
- 秘境駅オリジナル弁当
- 酒味串づくし
- 中華風幕の内
- ヒレカツ弁当
- 壺屋浪漫
- 幕の内弁当
- お好み稲荷（春・夏・秋・冬：季節により内容が変わる）
- ちくわ稲荷寿し
- 三色稲荷
- 稲荷詣で
- 稲荷寿し
- 助六寿し
- 駅弁の日弁当

## 駅周辺

### 東口
- 豊橋駅ビル
  - 駅ビル「カルミア」
- 豊鉄ターミナルビルエモア
  - 豊橋鉄道本社
- ココラフロント
- 豊橋商工会議所
- こども未来館
- 豊栄ビル（初代民衆駅の2階にあった「豊栄百貨店」がルーツ。当初はデパートとして機能していたが火災で営業を休止し、貸しビルに改装している）
  - みずほ銀行・みずほ証券豊橋支店
- emCAMPUS EAST（旧名豊ビル跡地に建設された24階建ての再開発ビル。地下1階（連絡通路） - ５階を、物販・飲食店のほか、以下の施設等が入居している）
  - 時事通信社豊橋支局
  - 大成豊橋営業所
  - ALSOK豊橋支社
  - 豊橋技術科学大学サテライト・オフィス
  - 豊橋市駅前窓口センター
  - 東三河広域連合旅券センター豊橋窓口
  - 豊橋市まちなか図書館
  - ザ・ハウス豊橋 - emCANPUS EASTの6階 - 24階に設置されたタワーマンション
- emCANPUS WEST（emCANPUS EASTと同じく、旧開発ビル跡地に建設された再開発ビル）
  - 十六銀行豊橋支店・豊橋ローンサービスセンター
- 水上ビル
- 精文館書店本店
- コンフォートホテル豊橋
- 東横INN豊橋駅東口
- FACE豊橋
  - 精文館書店本店文具館
- 松葉公園
- 日本郵便豊橋駅前郵便局
- 新豊橋駅（豊橋鉄道渥美線）
- 駅前停留場（豊橋鉄道東田本線）
- 愛知県道143号豊橋停車場線（駅前大通）
- 愛知県道388号大山豊橋停車場線、愛知県道393号豊橋港線、愛知県道496号白鳥豊橋線（大橋通、駅名の由来となった橋の豊橋がある）

### 南口
2008年3月11日オープン。6月5日移転開業の豊鉄渥美線新豊橋駅との接続を図るために新設された。
- 新豊橋駅ビル
- ココラアベニュー
- 穂の国とよはし芸術劇場PLAT
- 豊橋駅前交番

### 西口（西駅）
豊橋駅の西口には西駅（にしえき）という通称がある。これは豊橋市に西口（西口町）という地名が存在するためである。豊橋駅西口にあるバス停も「西駅前」を名乗る。近くには、愛知県立豊橋特別支援学校Bコースのバス停がある。
- JR東海豊橋保線所（新幹線） ・岡崎保線区豊橋保線支区（在来線）
- サーラプラザ豊橋
- 損保ジャパン愛知東支店
- 成田記念病院
- 豊橋第一ホテル

## バス路線

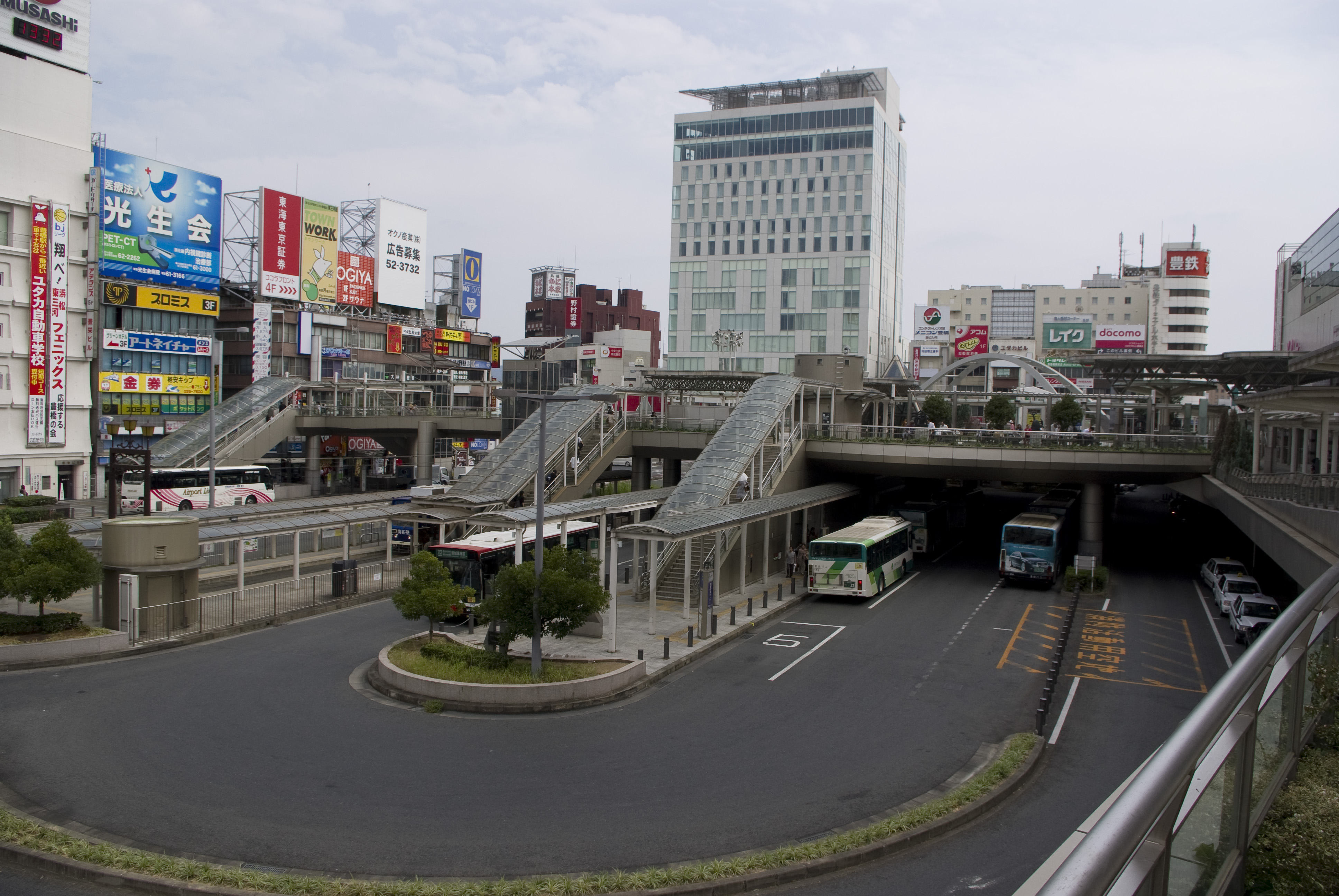
東口のペデストリアンデッキの下にあるバスのりばと市電のりば

豊橋駅前（東口、豊橋駅バスセンター）発着および西駅前（西口）発着に分かれている。

### 東口
豊橋市内をはじめ豊川市、新城市、田原市など東三河各方面への路線バスがあるほか、東京方面および関西方面への高速バスがある。一般路線バスはすべて豊鉄バスが運行する。

#### 豊橋駅前（豊鉄バス）
ペデストリアンデッキの下に、7つののりばと3台分の降車場を備える豊橋駅前バス停があり、豊鉄バスの各路線が発着する。豊橋駅バスセンターがあり、乗車券・回数券・定期券の購入や時刻表の入手ができるほか、待合室（夜行バス発車まで利用可能）としても利用できる。豊川線・新豊線の降車場は県道の東側 (ローソン前) にあるが、ここはかつて豊川・豊橋市民病院方面からの豊橋バスターミナル行きが使用した降車場である。
以下に示す各路線の行先は、原則として豊鉄バスウェブサイトに掲載された時刻表の表記によっており、区間運行の系統は省略した。詳細は各路線の記事を参照のこと。
| 乗り場 | 運行事業者 | 路線・行先 | 備考 | 出典            |
| ------ | ---------- | --- | ---- | --------------- |
| 1      | 豊鉄バス   | 新宿豊橋線：渋谷・新宿・練馬駅北口 伊良湖本線：保美 中浜大崎線：（急行）豊橋ハートセンター / デンソー前 / 大崎 小浜大崎線：大崎 |      | [ 135 ] [ 136 ] |
| 2      | 豊鉄バス   | 豊橋京都線：長島温泉・京都駅八条口 豊橋技科大線：技科大前・りすぱ豊橋 / 福祉村 三本木線：くすのき特別支援学校                   |      | [ 137 ] [ 138 ] |
| 3      | 豊鉄バス   | 飯村岩崎線：赤岩口 牛川金田線：金田住宅前                                                                                       |      | [ 139 ]         |
| 4      | 豊鉄バス   | 岩田団地線：岩田団地方面 西口線：西口 天伯団地線：天伯団地                                                                      |      | [ 140 ]         |
| 5      | 豊鉄バス   | 豊橋和田辻線：和田辻東 / 嵩山 / 四ツ谷 二川線：シンフォニアテクノロジー                                                         |      | [ 141 ]         |
| 6      | 豊鉄バス   | 豊川線：豊川駅前・本宮の湯 / 豊川市民病院 新豊線：新城富永                                                                      |      | [ 142 ]         |
| 7      | 豊鉄バス   | 豊橋市民病院線：豊橋市民病院・総合スポーツ公園 卸団地線：総合スポーツ公園                                                       |      | [ 143 ]         |

かつて、2番のりばをJR東海バス浜名線（二川駅・新居町駅方面）および高速伊良湖ライナー（東京駅行き）が使用しており券売所もあったほか、3番のりばを豊鉄バスと名鉄バス東部豊橋線・前芝じゅんかん線（前芝・蒲郡駅方面）が共用していた。

#### 豊橋駅東口（高速バス）
駅前大通り沿いの豊橋信用金庫駅前出張所の前に設置。停留所の名称は豊橋駅東口である。豊鉄バスと共同運行会社以外の高速バス運行会社はここを発着する。
乗車のみ
- WILLER EXPRESS
  - T432便：東京ディズニーランド
  - L422便：川崎駅
- ジャムジャムエクスプレス
  - JX22便：東京ディズニーランド
  - JX301便：神戸三宮高架商店街前

降車のみ
- WILLER EXPRESS
  - T323便：東京ディズニーランド発
  - L322便：川崎駅発
- ジャムジャムエクスプレス
  - JX21便：東京ディズニーランド発
  - JX302便：ユニバーサル・スタジオ・ジャパン発
- VIPライナー
  - 名古屋1便：千葉駅北口発

#### 豊橋駅前（豊橋市かわきたバス「スマイル号」）
駅前大通り沿いの豊橋信用金庫駅前出張所前に設置。豊橋市のコミュニティバスとして豊橋市北部、豊川（とよがわ）よりも北側の地域を運行する。
- 下地・津田線[144] ※平日のみ運行
- 大村線[144] ※平日のみ運行

### 西口
豊鉄バス、豊橋市コミュニティバス「しおかぜバス」の2事業者が乗り入れる。バス停の名称は共に、「西駅前」である。
- 豊鉄バス
  - 牟呂循環線：築地橋まわり・往完町まわり[145]
  - 神野ふ頭線：ライフポート・西ふ頭北[145]
- 豊橋市コミュニティバス「しおかぜバス」
  - 西駅前 - 荒木西 - 清須 - 前芝 - 梅藪（豊橋市委託により、東海交通が運行）[146]

## 隣の駅
東海旅客鉄道（JR東海）
 東海道新幹線（こだまを除く各列車の停車駅は列車記事参照）
■こだま
浜松駅 - 豊橋駅 - 三河安城駅
CA 東海道本線
■特別快速（当駅から二川方の各駅に停車）
二川駅 (CA41) - 豊橋駅 (CA42) - 蒲郡駅 (CA47)
■新快速（同上）
二川駅 (CA41) - 豊橋駅 (CA42) - （一部、三河大塚駅 (CA45) または三河三谷駅 (CA46)） - 蒲郡駅 (CA47)
■快速（同上、二川方は上りのみ運転）
二川駅 (CA41) ← 豊橋駅 (CA42) - （一部、三河三谷駅 (CA46)） - 蒲郡駅 (CA47)
■区間快速・■普通
二川駅 (CA41) - 豊橋駅 (CA42) - 西小坂井駅 (CA43)
CD 飯田線
- 特急「伊那路」始発駅

■快速（到着列車のみ）・■普通（速達列車）
豊橋駅 (CD00) - 小坂井駅 (CD03)
■普通（各駅停車）
豊橋駅 (CD00) - 船町駅 (CD01)
※普通列車のうちの一部は速達列車であり、船町駅・下地駅を通過し、小坂井駅まで停車しない。
名古屋鉄道
NH 名古屋本線
□快速特急
豊橋駅 (NH01) - （一部伊奈駅 (NH02)・国府駅 (NH04)） - 東岡崎駅 (NH13)
■特急
豊橋駅 (NH01) - （一部伊奈駅 (NH02)） - 国府駅 (NH04)
■急行
豊橋駅 (NH01) - 伊奈駅 (NH02)
※通常は準急・普通列車の設定はない。